# DSW21 (Verkehr)
Die Verkehrsabteilung der Dortmunder Stadtwerke DSW21 ist ein Partnerunternehmen im Verkehrsverbund Rhein-Ruhr (VRR), das den Öffentlichen Personennahverkehr in der Stadt Dortmund und der nächsten Umgebung betreibt. Es gibt dabei Überschneidungen mit benachbarten Verkehrsbetrieben.
Die Dortmunder Stadtwerke AG (DSW21) betreibt insgesamt acht Stadtbahnlinien (siehe auch: Stadtbahn Dortmund) und 76 Omnibuslinien. Auf ihrem 1107,6 Kilometer langen Netz beförderte sie 2018 insgesamt rund 130,3 Millionen Fahrgäste und legte dabei rund 20.780.000 Kilometer zurück. Zur Beförderung setzte sie 47 Straßenbahnwagen, 74 Stadtbahnwagen und 172 Busse ein.
Das Unternehmen ist Mitglied der Kooperation östliches Ruhrgebiet.

## Geschichte

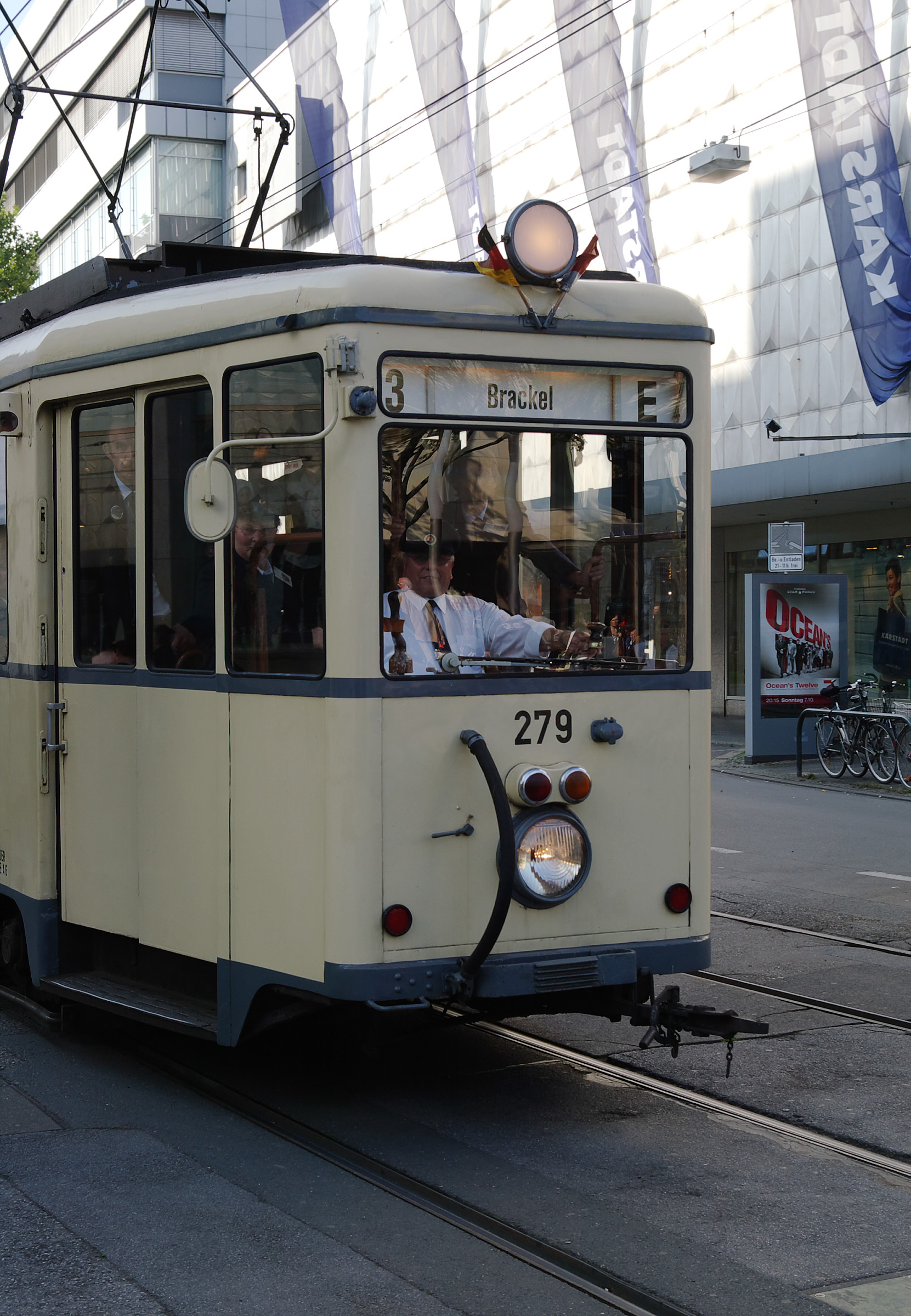
Dreiachsiger Verbandswagen Nr. 279 (Baujahr 1950) im Jahr 2007 als historisches Fahrzeug auf der letzten Innenstadtstrecke an der Oberfläche

### Anfänge
Ursprünge der Verkehrsbetriebe der Dortmunder Stadtwerke reichen weit zurück: Am 8. November 1875 befassten sich englische Ingenieure mit Vorarbeiten für das Projekt einer Pferdebahnstrecke zwischen Dortmund und Hörde. Im gleichen Jahr begannen Verhandlungen zwischen der Stadt Dortmund und mehreren interessierten Unternehmen über den Bau und Betrieb eines Netzes von Straßen- und Kleinbahnstrecken, bei denen schließlich der Berliner Bauunternehmer Georg Soenderop den Zuschlag erhielt. Nachdem der Konzessionsvertrag am 9. März 1881 abgeschlossen war, eröffnete Soenderop bereits am 1. Juni desselben Jahres die erste Pferdebahnlinie vom Steinsplatz (heute Freiherr-vom-Stein-Platz) über die Münsterstraße zum Fredenbaum, einem damals beliebten Vergnügungspark und Ausflugsziel. Aufgrund der intensiven Nutzung der Bahn wurde die zunächst eingleisig gebaute Strecke rasch auf zwei Gleise erweitert. Am 7. August 1881 wurde die zweite Strecke von Dorstfeld (Emscherbrücke) über die Rheinische Straße, den Westen- und Ostenhellweg und die Kaiserstraße eröffnet. An beiden Enden lagen große gastronomische Betriebe und Ausflugsziele, im Westen hinter der Dortmunder Stadtgrenze „Zieglers Etablissement und Garten“, im Osten noch auf Dortmunder Gebiet die „Funkenburg“.
Die dritte Linie (Dortmund – Hörde) sollte an der damaligen Bahnhofstraße beginnen, die vom Burgtor aus zwischen den Gleisen der Cöln-Mindener und der dort endenden Bergisch-Märkischen Eisenbahn zum damaligen Bahnhof in Insellage führte, und über Brückstraße, Betenstraße, Gymnasium und Märkischestraße zunächst zur Kronenburg führen (einem Veranstaltungslokal mit Theaterbetrieb), weiter über Märkische Straße, Dortmunder Straße (heute Willem-van-Vloten-Straße) und Seekante zum (alten) Hörder Markt. Als erstes Teilstück ging am 21. September 1881 zunächst die Teilstrecke Bahnhofstraße – Gymnasium – Kronenburg in Betrieb. Am 19. September hatte für den ganzen Abschnitt auf Dortmunder Stadtgebiet die behördliche Abnahme stattgefunden, zwischen dem Bahnhof am Burgtor und der Hörder Stadtgrenze an der Kluse (Bahnübergang der Rheinischen Bahn). Dabei wurde demonstrativ auch eine Dampflok mitgeführt, vorgesehen für die anschließende Steigungsstrecke in Hörde und den geplanten Güterverkehr. Da der Bahnübergang noch nicht genehmigt war, wurde an der Kluse eine provisorische Endhaltestelle eingerichtet. Erst am 24. Dezember 1881 wurde die Verlängerung dieser Linie nach Hörde Alter Markt genehmigt und in Betrieb genommen, die Endstation lag am (alten) Hörder Markt im (heutigen) Kreuzungsbereich von Seekante, Faßstraße und Hörder Hafenstraße. Vorausgegangen waren längere Verhandlungen mit der Aufsichtsbehörde wegen der problematischen niveaugleichen Kreuzung der Rheinischen Bahn an der Kluse.
Ab dem 4. Oktober hieß das Unternehmen dann offiziell Dortmunder Straßenbahn AG für Pferde-und Dampfbetrieb. Probefahrten mit dampfbetriebenen Güterzügen hatte es schon früher gegeben, beispielsweise am 24. September 1881 zwischen Steinsplatz und Fredenbaum. Entgegen der Erwartungen lief der Güterverkehr jedoch nicht so gut, so dass etliche speziell für den Güterverkehr verlegte Gleise wieder rückgebaut wurden. 1890 gab man den Güterverkehr auf und verkaufte die Loks und Waggons. Schon am 28. Oktober 1881 hatte Soenderop seine Firma an die neugegründete Deutsche Lokal- und Straßenbahngesellschaft verkauft, an der er sich als Aktionär beteiligte.

### Allgemeine Lokal- und Straßenbahngesellschaft

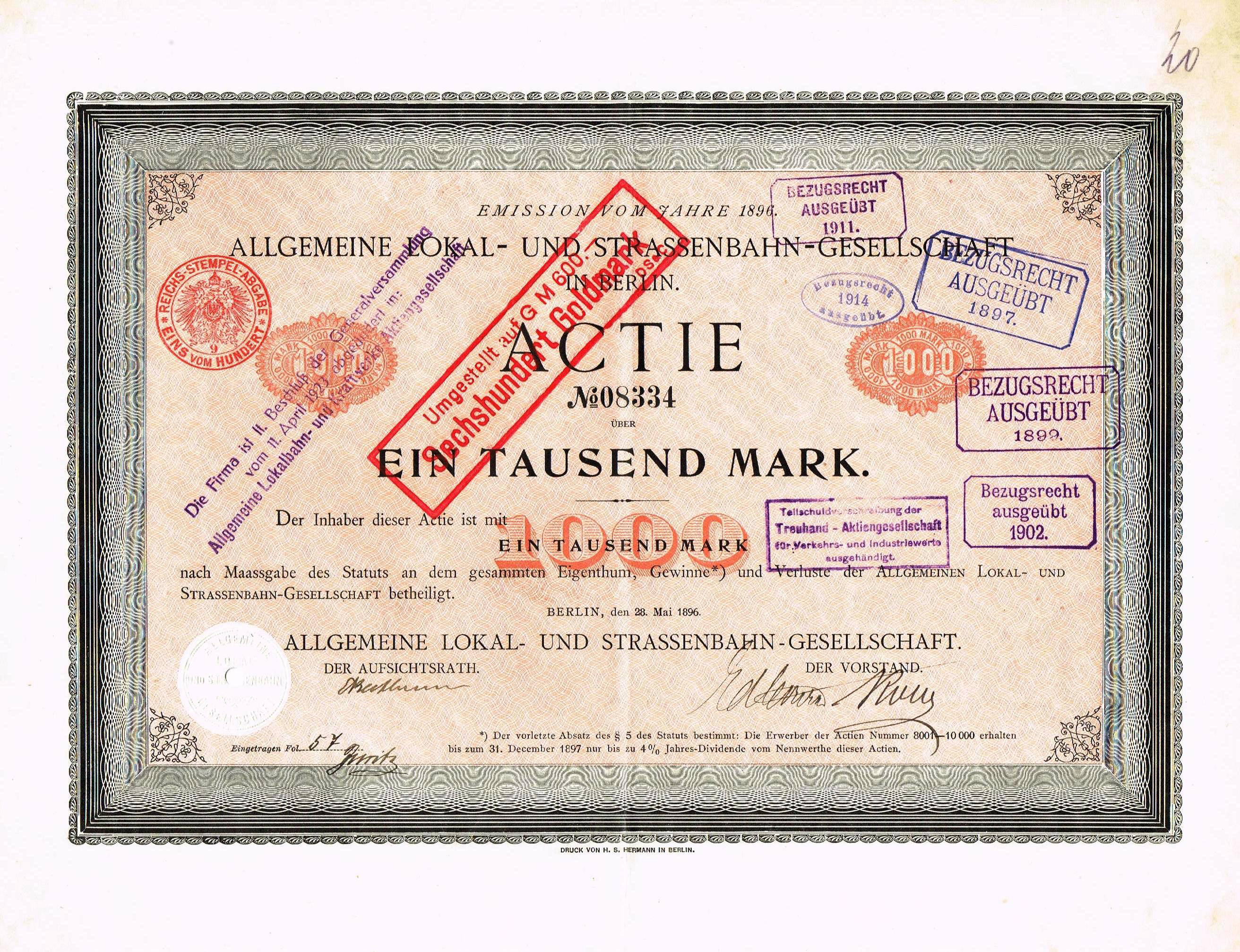
Aktie der Allgemeinen Lokal- und Strassenbahn-Gesellschaft vom 28. Mai 1896, signiert von Emil Rathenau

Im September des Jahres 1892 übernahm die am 15. Oktober 1890 in Berlin als Nachfolgerin gegründete Allgemeine Lokal- und Straßenbahngesellschaft (ALSAG) das Unternehmen. Die Gesellschaft betrieb deutschlandweit viele Straßenbahnnetze, so von 1899 bis 1928 in Hörde und dessen Landkreis die Hörder Kreisbahn und von 1891 bis 1923 die Straßenbahn in Duisburg, auch dort wie in Dortmund zunächst (ab 1886) ihre Vorläuferin Deutsche Lokal- und Straßenbahngesellschaft. Die ALSAG wurde 1923 in ALOKA umbenannt. Sie war wirtschaftlich eng verflochten mit der einflussreichen Industriebank Berliner Handels-Gesellschaft und der AEG von Emil und Walther Rathenau.
Im Bereich von Hörde wurden die Linien nun aufgrund der Steigung mit Dampf betrieben. In der Innenstadt von Dortmund verkehrten in den engen Straßen weiterhin Pferdebahnen. Es stellte sich aber schnell heraus, dass die Pferdebahnen dem stetig wachsenden Verkehr nicht mehr gewachsen waren. So beschloss man am 23. Dezember 1892, die Innenstadt-Strecken zu elektrifizieren. Am 1. März 1894 war das abgeschlossen.
Am 15. Januar 1896 waren die Vertragsverhandlungen zwischen ALSAG und dem Magistrat der Stadt Hörde so weit, dass einer Umstellung von Dampf- auf elektrischen Betrieb auch auf der Strecke Kronenburg – Hörde (alter Markt) inhaltlich nichts mehr im Wege stand, dass der Vertrag am 6. Februar abgeschlossen und vorbereitende Arbeiten (Leitungsmasten) abgeschlossen werden konnten. Am 4. April erfolgte eine behördliche Abnahme, es waren aber weiter Probefahrten und eine endgültige Abnahme am 24. April erforderlich, bis der elektrische Betrieb auch zwischen Hörde (alter Markt) und der Kronenburg am 27. April 1896 aufgenommen werden konnte. An Wochenenden mit großem Andrang von Ausflüglern wurden weiter Verstärkerzüge mit Dampfantrieb eingesetzt.
Fast drei Jahre später wurde in Hörde eine weitere Strecke über die heutige Hörder Semerteichstraße (damals Viktoriastraße) ins Hörder Zentrum an der (heutigen) „Schlanken Mathilde“ verlegt, wo ab dem 30. Januar 1899 in den zeitgleich eröffneten ersten Bauabschnitt (Hörde Rheinischer Bahnhof – Hörde Post – Aplerbeck) der Hörder Kreisbahn umgestiegen werden konnte. Die Streckenführung durch die Viktoriastraße mit steilen Abschnitten vor allem beim Kreishaus war erst mit der Einführung des elektrischen Betriebes (abgeschlossen 1896) möglich geworden. Die alte Strecke blieb noch einige Jahre in Betrieb (siehe auch: Umstieg in Hörde).
Am 15. Mai 1896 berichtete die „Dortmunder Zeitung“ vom Beginn der Bauarbeiten für die geplante Straßenbahn-Ringlinie, zunächst beschränkt auf die Teilstrecke Königswall – Körnerplatz – Hoher Wall – Hiltropwall – Südwall – Gymnasium. Das im Zweiten Weltkrieg zerstörte Gymnasium lag südlich des Wallringes und östlich der Märkischen Straße, die damals direkt in den Südwall auf Höhe der Betenstraße einmündete. Genau neun Monate später, am 15. Februar 1897, wurde diese Westhälfte der Ringbahn in Betrieb genommen. Die weitere Planung sah für die Ringlinie im Osten der Innenstadt vom Neutor aus nur noch eine kurze Führung entlang dem Ostwall vor, dann durch die Löwenstraße zum früher wichtigen, seit 1963 ohne Halt durchfahrenen Bahnhof Dortmund Süd der ehemaligen Königlich-Westfälischen (KWE) und Rheinischen (RhE) Eisenbahn-Gesellschaften ab. Von dort sollte es auf dem Heiligen Weg zum Ostentor gehen, weiter zunächst ostwärts über die Kaiserstraße, dann nordwärts über die Holländische Straße (heute Gerichtsstraße) zum Gerichtsplatz. Gegenüber dem Amtsgericht lag dort das Empfangsgebäude des Ostbahnhofs, des ursprünglichen Ausgangspunktes der bis 1905 privaten Dortmund-Gronau-Enscheder Eisenbahn. Weiter führte die Planung über die Schwanenstraße (dieses Teilstück der Schwanenstraße heißt heute Rosa-Buchthal-Straße), den Schwanenwall und den Burgwall zum Ausgangspunkt am Burgtor. Am 5. Dezember 1898 konnte diese östliche Hälfte der Ringbahn in Betrieb genommen werden. Etwa neun Monate später, am 8. September 1899, wurde als Ergänzung der östlichen Ringbahnhälfte ein kürzerer Streckenabschnitt zwischen dem Heiligen Weg / Kaiserstraße und der Schwanenstraße im Verlauf der Weißenburger Straße fertiggestellt, der vorläufig nur als Betriebsstrecke ohne planmäßigen Betrieb diente. Erst als 1905 der Ostbahnhof durch eine Verbindungskurve der Eisenbahnstrecke von Lünen zum damals neuen Hauptbahnhof seine Bedeutung für den Personenverkehr verloren hatte, wurde die Ringstraßenbahn begradigt und führte nun vom Heiligen Weg geradeaus weiter durch die Weißenburger Straße zur Schwanenstraße und durch diese westwärts bis zum Schwanenwall, wie in Dortmunder Stadtplänen von 1905 und 1908 dargestellt. Im Nordwesten (zwischen dem späteren Hauptbahnhof und dem heutigen Westentor) folgte die Ringbahn ursprünglich dem damaligen (im Zweiten Weltkrieg untergegangenen) Königswall, ab Ende 1910 der damaligen Schmiedingstraße, die allerdings nicht an ihrem heutigen Ort lag, sondern im Zuge des heutigen Königswalls.
Eine Verlängerung der Hellwegstrecke, von der Funkenburg im Dortmunder Osten bis zum Dorfkern der Nachbargemeinde Cörne, ging am 11. Dezember 1897 in Betrieb. Das war (nach der Stammstrecke zum alten Hörder Markt) die zweite Straßenbahnstrecke, die von Dortmund über die Stadtgrenzen hinausführte.
Am 21. März 1898 fand in Dortmund eine Stadtverordnetenversammlung statt, in der Forderungen der Stadt an die ALSAG zum weiteren Ausbau des Straßenbahnnetzes beraten und beschlossen wurden. Da die Sitzung ursprünglich am 15. März stattfinden sollte, konnte die „Dortmunder Zeitung“ schon am 16. 1898 über die Beschlussvorlage berichten. Nach Vorstellungen der Stadt sollten die neuen Strecken innerhalb von 9 bis 12 Monaten in Betrieb gehen. Einer Jubiläumsfestschrift der DSW zufolge kam der Vertrag darüber am 31. März / 16. April 1898 zustande. Es ging um folgende Strecken:

1. Reinoldikirchhof – Kuckelke – Burgwall – Kapellenstraße (deren Südast heute Leuthardstraße) – Steinsplatz (weiter Münsterstraße – Fredenbaum)

2. (Bahnübergang Münsterstraße –) Steinsplatz – Steinstraße – Roßstraße – Schützenstraße (Ecke Mallinckrodtstraße) – Verbindungsweg zum Fredenbaum (heute Teil der Schützenstraße)

3. Ecke Hohestraße/Südwall – Hohestraße – Steinerne Brücke (Block)

4. Komplettierung der Ringbahn (Osthälfte)

5. (Ecke Kuckelke/Ostwall – Kuckelke – Burgwall – Kapellenstraße –) Burgmundastraße – Rolandstraße – Papengarten – Oestermärschstraße – Oesterholzstraße – Eberhardstraße (Hoesch)

6. Abzweig von Strecke 2, Ecke Mallinckrodtstraße / Schützenstraße – Hafen
Als erste dieser neuen Strecken ging am 5. August 1898 die Strecke vom Wißstraßentor (Abzweig von der fertiggestellten Westhälfte der Ringstraßenbahn) durch die Hohe Straße zum Block Friedrich-Wilhelm in Betrieb. Bereits ab 1. Mai 1898 war ein erstes Teilstück der Strecke vom Wißstraßentor (späterer Name Grafenhof) an der Ringbahn bis zu einer Haltestelle Hohestraße in Betrieb genommen worden (vermutlich am damals ebenerdigen Bahnübergang der Rheinischen Bahn). Das geht aus einem Inserat der Straßenbahngesellschaft in der „Dortmunder Zeitung“ vom gleichen Tag hervor, das vor allem die Fahrpreise bekannt gab. Die komplette Strecke führte über die Hohe Straße vorbei am Steinernen Turm zum Block Friedrich-Wilhelm (später Volkspark, beim späteren Haltepunkt Westfalenhalle, heute Signal-Iduna-Park) an der Bergisch-Märkischen Bahn (heute Hellwegbahn). Von dort war es nicht weit zum Ausflugsziel Steinerne Brücke (über die Emscher), wo es außer dem gleichnamigen Restaurant die Sommerwirtschaft Kaiser-Wilhelm-Thal, große Gartenanlagen mit (Schlittschuh-)Teich und eine Radrennbahn gab. Ab dem 4. März 1899 konnte am Block Friedrich-Wilhelm in die meterspurige Hörder Kreisbahn nach Brünninghausen und Hombruch-Barop umgestiegen werden. Kurz vor der Eröffnung der Dortmunder Strecke, am 28. Juli 1898, hatte es noch eine böse Überraschung gegeben: Die Bahndirektion Elberfeld versagte die Genehmigung für die eigentlich geplante Kreuzung der ehemaligen Bergisch-Märkischen Bahn, obwohl die Schienen bereits bis dort lagen. Am 25. Mai und am 4. Juni 1899 schrieb die „Dortmunder Zeitung“, dass die Hörder Kreisbahn ihre von Brünninghausen kommende Meterspurstrecke über die Hörder Landkreisgrenze an der Steinernen Brücke hinaus bis zum Bahnübergang der Bergisch-Märkischen Bahn (Block Friedrich-Wilhelm) führen sollte, um das Umsteigen zur Dortmunder Straßenbahn zu erleichtern, nachdem die zuständige Bahndirektion die Gleiskreuzung mit der Straßenbahn nicht genehmigt hatte. Dazu sollte laut Vertrag zwischen der Hörder und der Dortmunder Straßenbahnen die bereits in Normalspur verlegte Strecke umgespurt werden. Am 9. August 1899 wurde der Streckenabschnitt in Meterspur wieder in Betrieb genommen.
Am 10. Mai 1899 wurde die Neubaustrecke vom Friedhof (an der Reinoldikirche) über die Kuckelke, den Burgwall und die Kapellenstraße zum Steinsplatz in Betrieb genommen (der Südast der Kapellenstraße heißt heute Leuthardstraße). Die Cöln-Mindener Bahn wurde im Zuge der Kapellenstraße von jeher mit einer Brücke überquert. Das ermöglichte nun eine durchgehende Linie vom Fredenbaum über den Steinsplatz zur Innenstadt (Friedhof) ohne Umsteigen an der Bahnschranke am Burgtor / Münsterstraße.
Wenig später gab die Straßenbahngesellschaft in einem Inserat die Eröffnung der Zweigstrecke Kapellenstraße – Sedanplatz (heute Borsigplatz) am 29. Mai 1899 bekannt, von der Bahnbrücke Kapellenstraße über Burgmundastraße, Rolandstraße, Oestermärsch, Papengarten und Oesterholzstraße zum Zwischenziel Sedanplatz. Die Reststrecke vom ehemaligen Sedanplatz (am 25. Juni 1899 umbenannt in Borsigplatz) durch die Oesterholzstraße zum Stahlwerk Hoesch an der Eberhardstraße wurde am 8. September 1899 in Betrieb genommen.
Die Neubaustrecke Steinsplatz – Steinstraße – Roßstraße – Schützenstraße – Mallinckrodtstraße – Hafen wurde am 24. Dezember 1899 in Betrieb genommen. Damit war die im März 1898 beschlossene Erweiterung des städtischen Straßenbahnnetzes vorläufig komplett.
Im September 1901 umfasste das Straßenbahnnetz (laut eines Stadtführers) folgende Linien: Die Ringbahn Hauptbahnhof – Ostbahnhof – Südbahnhof – Neutor – Wälle – Hauptbahnhof, die Linie Hbf – Hörde (mit den Endpunkten Alter Markt und Viktoriastraße), die Linie Dorstfeld – Körne, die Linie Reinoldikirchhof – Kapellenstraße – Steinsplatz – Fredenbaum, die Linie Reinoldikirchhof – Kapellenstraße – Hoesch, die Linie Steinsplatz – Hafen und die Linie Grafenhof – Hohe Straße – Block (– Brünninghausen – Barop).
Die im Jahr 1905 aktuellen, möglicherweise vorübergehenden Linienverläufe in Richtung Fredenbaum, Westfalenhütte und Hafen werden in einem Stadtführer so beschrieben:
a) Linie Reinoldikirche, Kapellenstrasse–Steinplatz, nach dem Fredenbaum
b) Linie Kuckelke–Kapellenstrasse–Burgmundastrasse–Rolandstrasse–Papengarten–Oestermärschstrasse zur Eberhardstrasse (Hoesch)
c) Linie Steinplatz–Steinstrasse-Rossstrasse–Schützenstrasse nach dem Hafen
Ein Problem stellte von Beginn an die Köln-Mindener Eisenbahn dar. Sie trennte das Netz in zwei Teile. Es bestand lediglich am Burgtor eine mit Schranken gesicherte Verbindung über die Bahnanlage. Diese durfte auch nur von leeren Wagen genutzt werden. Dies führte dazu, dass die Linien der beiden Netze vor der Schranke endeten und die Fahrgäste gezwungen waren, über den Bahnübergang in den Wagen der anderen Linie umzusteigen. Da diese Schranke zudem oft und lange geschlossen war, ergaben sich immer wieder Verspätungen. Eine erste Verbesserung ergab sich mit der Umleitung über die Kapellenstraße (1899) und ab 1905 durch die Höherlegung des Hauptbahnhofs mit der Ermöglichung von Straßenunterführungen.

### Landkreislinien
Etwa vom Jahr 1897 an kam überall im Dortmunder Umland (also den Landkreisen Dortmund und Hörde) der Wunsch auf, auch die kleineren Städte und Gemeinden mit Straßenbahnen zu erschließen. So erhielten die Unternehmer Overweg & Heymann am 3. Juni 1897 die Konzession für eine Überlandbahn von Königsborn bei Unna über den historischen Hellweg (Massen – Wickede – Asseln – Brackel – Wambel – Körne) mit Anschluss an die Dortmunder Straßenbahn an der Funkenburg. Am 7. Februar 1898 berichtete die „Dortmunder Zeitung“ vom schleppenden Verlauf der Planung und der Ungeduld der stadtnäheren Vororte. Das Projekt scheiterte kurz danach am 23. April 1898, die Gründe des Scheiterns sind beispielhaft auch für andere Projekte: Die Stadt Unna wollte ihr Einspruchsrecht als Eigentümerin der städtischen Straßen dazu nutzen, eine Streckenführung durch die Innenstadt durchzusetzen. Die Eisenbahnverwaltung wollte eine dafür nötige niveaugleiche Kreuzung der Bergisch-Märkischen Bahn nicht zulassen, sondern bestand auf einer Unterführung. Das war den Unternehmern und der Stadt zu teuer.
Am 7. Februar 1898 erhielt die ALSAG vom Minister für öffentliche Arbeiten die Konzession für zwei Straßenbahnstrecken: Dorstfeld (Anschluss an die Stadtstrecke der ALSAG) – Marten – Castrop und Marten – Bahnhof Lütgendortmund. Am 5. Mai 1898 kam die Konzession für eine weitere Strecke dazu: Fredenbaum – Eving – Kirchderne – Altenderne – Lünen. Am 1. Dezember 1898 berichtete die „Dortmunder Zeitung“ über ein Angebot der ALSAG an den Landkreis Dortmund über den Bau und Betrieb von sechs neuen Strecken:

1. Dorstfeld – Marten – Kirchlinde – Castrop

2. Dorstfeld – Huckarde (nicht verwirklicht) – Nette – Bodelschwingh – Mengede

3. Dorstfeld – Marten – Lütgendortmund – Castrop (letzter Abschnitt in Meterspur verwirklicht durch Märkische Straßenbahn 6. September 1900 / 25. August 1901, ab 1913 Westfälische Straßenbahn)

4. Dortmund (Bornstraße) – Obereving – Kirchderne – Altenderne Gahmen – Lünen

5. Altenderne – Bhf Derne (Abschnitt nicht als Abzweig, sondern als Teil einer durchgehenden Strecke Kirchderne – Bhf Derne – Altenderne verwirklicht)

6. Fredenbaum – Zeche Minister Stein
Am 16. August 1900 mündeten diese Konzessionen und Streckenvorschläge in einen Vertrag mit dem Landkreis Dortmund. Die Projekte verliefen aber vorläufig im Sande und wurden zum größten Teil erst abschnittsweise von der 1903 gegründeten Dortmunder Landkreisbahn verwirklicht.
Am 10. Februar 1898 meldete die „Dortmunder Zeitung“, dass die ALSAG auch für die Strecken Hombruch – Barop – Brünninghausen – Steinerne Brücke (Anschluss an die Dortmunder Straßenbahn) und Brünninghausen – Hörde – Aplerbeck von der Arnsberger Bezirksregierung die Konzession für Bau und Betrieb einer elektrischen Straßenbahn erhalten habe – die Hörder Kreisbahn. Die Verträge enthielten eine Klausel, nach der innerhalb eines Jahres der Betrieb aufzunehmen sei. Das ist beinahe (mit nur einem Vierteljahr Verspätung) gelungen.
Spätestens in einer Sitzung am 29. März 1898 hatte der Kreistag des Landkreises Dortmund erkannt, dass für die Planung eines sinnvollen Straßenbahnnetzes mindestens eine Koordinierung der verschiedenen privaten Projekte durch den Landkreis sinnvoll wäre. Es sollte Konkurrenzausschreibungen geben. Laufende Projekte (wie Unna – Körne) sollten unberührt bleiben.
Am 1. Dezember 1898 berichtete die „Dortmunder Zeitung“ über ein Angebot der ALSAG an den Landkreis Dortmund über den Bau und Betrieb von sechs neuen Strecken:

1. Dorstfeld – Marten – Kirchlinde – Castrop

2. Dorstfeld – Huckarde (nicht verwirklicht) – Nette – Bodelschwingh – Mengede

3. Dorstfeld – Marten – Lütgendortmund – Castrop (letzter Abschnitt in Meterspur verwirklicht durch Märkische Straßenbahn 6. September 1900 / 25. August 1901, ab 1913 Westfälische Straßenbahn)

4. Dortmund (Bornstraße) – Obereving – Kirchderne – Altenderne – Gahmen – Lünen

5. Altenderne – Bhf Derne (Abschnitt nicht als Abzweig, sondern als Teil einer durchgehenden Strecke Kirchderne – Bhf Derne – Altenderne verwirklicht)

6. Fredenbaum – Zeche Minister Stein
Die Entwicklung eines das ganze Dortmunder Kreisgebiet umfassenden Straßenbahnnetzes wurde mit Vertrag vom 16. August 1900 der ALSAG übertragen, die aber an den schon bekannten Schwierigkeiten scheiterte (fehlende Genehmigung von Eisenbahn-Niveaukreuzungen und fehlende Einräumung von Straßenbenutzungsrechten). Der Vertrag wurde im März 1902 von der ALSAG wegen Unerfüllbarkeit gekündigt und vom Landkreis am 27. November 1903 durch einen neuen Vertrag ersetzt, dieses Mal mit der Allgemeinen Elektricitäts-Gesellschaft (AEG). Obwohl die AEG mit dem Bau und dem Betrieb der Neubaustrecken nach Brambauer (14. Dezember 1904), Lünen Markt (12. Januar 1905), Unna (25. August und 26. November 1906) und Rauxel Bhf. – Castrop – Haus Goldschmieding – Zeche Graf Schwerin (16. April und 22. Juni 1907) eigentlich gut vorankam, wurde auch dieser Pachtvertrag vom Landkreis am 31. Dezember 1907 gekündigt. Wie es die Stadt Dortmund bei ihrem innerstädtischen Netz bereits am 1. April 1906 vorgemacht hatte, betrieb der Landkreis sein Straßenbahnnetz von da an unter dem Namen Elektrische Straßenbahn des Landkreises Dortmund in eigener Regie.
Es waren also inzwischen im Landkreis Dortmund im Norden, Osten und Westen eigene normalspurige Straßenbahnstrecken entstanden, die allerdings kein zusammenhängendes Netz bildeten: Als erste Linie ab 14. Dezember 1904 die Verlängerung der Stadtlinie vom Fredenbaum nach Brambauer, am 12. Januar 1905 eine Strecke von Minister Stein über Kemminghausen, Schulte-Rödding, Kirchderne und Altenderne nach Lünen Markt, am 25. August 1906 von Cörne nach Wickede und am 26. November weiter nach Unna, außerdem 1907 (in Abstimmung mit der städtischen Straßenbahn) die Verlängerung von der Bornstraße zur Westfalenburg und 1908 von der Westfalenburg nach Schulte-Rödding. Schon am 16. April 1907 wurde die Strecke Rauxel Bhf. – Castrop (Stadtmitte) – Rittergut Haus Goldschmieding im Amt Rauxel eröffnet und am 22. Juni 1907 die Verlängerung Haus Goldschmieding – Zeche Graf Schwerin (Amt Rauxel), 1910 von Ickern und Henrichenburg nach Castrop. 1911 wurden die Strecken von Schwerin über Marten nach Dorstfeld und von Marten nach Lütgendortmund Bhf. (heute Germania) eröffnet, dort konnte ins Meterspurnetz in Richtung Lütgendortmund Markt und weiter umgestiegen werden (ab dem 11. September 1902 Märkische Straßenbahn, später Westfälische Straßenbahn und ab 1938 Bochum-Gelsenkirchener Straßenbahnen AG).

### Städtische Regie

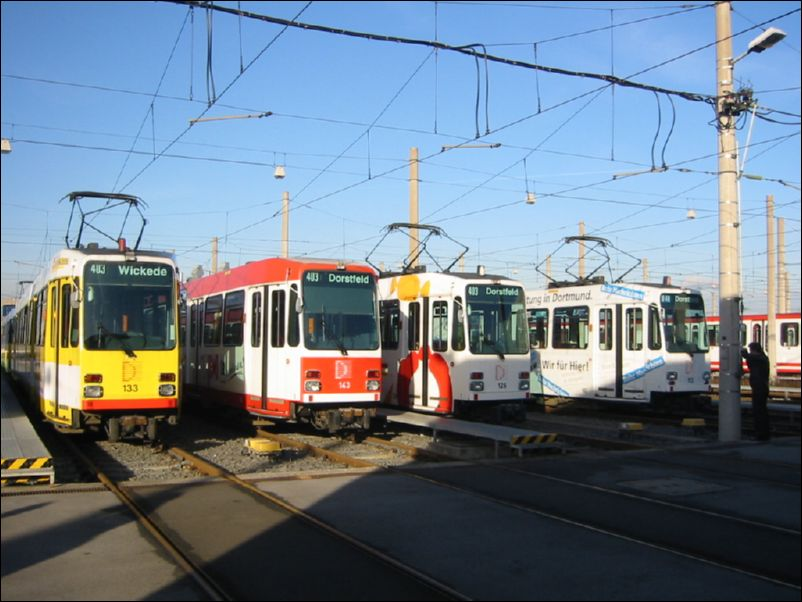
Stadtbahnwagen N8C im Betriebshof Dorstfeld

Da die Stadt 1881 eine Möglichkeit der Übernahme nach 25 Jahren vertraglich festgelegt hatte, gingen die Straßenbahnen mit Wirkung zum 1. April 1906 in das Eigentum der Stadt über. Sie nannten sich jetzt Städtische Straßenbahn Dortmund. Ab etwa 1904 wurde als geradlinige Verkehrsschneise zwischen Burgtor und Wißstraßentor die Hansastraße quer durch die Innenstadt geschlagen, die dann – schon unter Eigenregie der Stadt – auch die Straßenbahn aufnehmen sollte. Im Jahr 1905 war die Straße vom Burgtor bis zum Westenhellweg fertig, am 20. Dezember 1906 wurde sie (auf ganzer Länge) als Straßenbahntrasse in Betrieb genommen. Auf einem Stadtplan von 1907 ist sie bereits eingezeichnet.
Ein weiteres altes Projekt, das sich durch den Eigentümerwechsel der Straßenbahn und den Bahnhofsumbau verzögert hatte, stellte die sogenannte Bornstraßen-Linie dar. Diese konnte erst in mehreren Abschnitten ab 1907 verwirklicht werden. Als erste Teilstrecke wurde auf der Bornstraße der Abschnitt zwischen der Rolandstraße (Anschluss an die Hoesch-Linie) und der Eberstraße am 1. November 1907 in Betrieb genommen. Ein direkter Anschluss an die Innenstadt war vorläufig noch nicht möglich, weil dazu erst die Bornstraße abgesenkt werden musste, um Platz für eine Bahnüberführung zu schaffen. Als zweiter Abschnitt schloss sich deshalb am 1. Mai 1908 erst einmal die nördliche Strecke zwischen Eberstraße und der Stadtgrenze an der Westfalenburg (Haltestelle Burgholz) an. Für einige Zeit war die schnellste Möglichkeit, von der provisorischen Endhaltestelle an der Kreuzung Rolandstraße / Bornstraße ins Dortmunder Stadtzentrum zu kommen, ein etwa 600 m langer Fußmarsch entlang der Bornstraße und Kuckelke zum Reinoldi-Friedhof. Der notwendige Fußweg verkürzte sich drastisch auf etwa 100 m, als am 12. November 1908 ein Straßenbahn-Pendelverkehr von der Baustelle der Bornstraßen-Unterführung zur Reinoldikirche in Betrieb genommen wurde. Komplett und durchgehend in Betrieb genommen, von der Reinoldikirche bis zur Westfalenburg, wurde die Bornstraßen-Strecke am 16. Dezember 1908, wie aus einem Zeitungsinserat der Städtischen Straßenbahn hervorgeht. Damit entstanden drei neue Linienverläufe: Rolandstraße – Steinplatz – Hafen, Reinoldikirche – Rolandstraße – Hoesch und Reinoldikirche – Rolandstraße – Westfalenburg. An der Westfalenburg konnte (schon seit dem 17. Juli 1908) umgestiegen werden in die Landkreis-Linie Westfalenburg – Schulte Rödding – Bahnhof Derne – Altenderne – Gahmen – Lünen Markt.
Die Führung der Strecken rund um die Kapellenstraße ist im weiteren Zeitablauf etwas verwirrend, teils bedingt durch Baustellenprovisorien während der Höherlegung des Bahnhofs und seiner Zulaufstrecken, aber auch weil Landkarten und Stadtpläne nicht immer exakt waren und sind: Nicht selten wurden erst noch geplante Strecken als fertig dargestellt, und/oder längst fertige wurden nicht sofort eingezeichnet. Auf neueren Karten von 1905 und 1908 sind zwei Streckenzustände dargestellt: Einmal (Karte von 1905) von der Kuckelke und dem Burgwall kommend im Verlauf der heutigen Leuthardstraße (damals Südast der Kapellenstraße). Bevor die Gleise der Cöln-Mindener Bahnstrecke angehoben wurden, führte die Kapellenstraße an dieser Stelle mit einer Brücke über die tiefer liegende Bahnstrecke. Diese (alte) Kapellenstraßen-Brücke musste am 23. April 1908 für die Anhebung der Eisenbahn-Gleise aufgegeben werden. Danach führte die Strecke (ohne direkte Verbindung zur Innenstadt) nur noch vom Steinplatz in eine heute verschwundene diagonal verlaufende Straße (Burgmundastraße) in Richtung zum Rolandplatz, weiter auf der Rolandstraße (in anderer Lage als heute) und dem verschwundenen Papengarten über die Oestermärschstraße, den Borsigplatz und die Oesterholzstraße links ab zur Endhaltestelle in der Eberhardstraße. Zum Zweiten auf einer Karte von 1908, also nach Eröffnung der neuen Straßenunterführungen am Burgtor und an der Kapellenstraße. In der Karte von 1908 ist jetzt – nach der Höherlegung der Bahnanlagen – auch die Neubaustrecke der Landkreisbahn nach Schulte-Rödding in der Bornstraße enthalten. Auf allen drei Karten (1901, 1905 und 1908) ist der Verlauf der Ringstraßenbahn und der Strecke zum Block Friedrich-Wilhelm nachzuvollziehen.
Für die sehr enge und schmale Strecke Steinplatz – Rolandstraße (durch Mühlenstraße – Kapellenstraße – Burgmundastraße) wurde eine günstigere Ersatztrasse (durch die Heiligegartenstraße) geplant und am 15. April 1910 in Betrieb genommen. 1910 wurde das größte Hindernis für die Straßenbahnen beseitigt: Der neue, höher gelegte Hauptbahnhof war fertig und alle Eisenbahngleise lagen nun auf Dämmen und Brücken. Nach der Höherlegung der Eisenbahngleise, dem Bau der Straßenunterführung am Burgtor im Zuge der Münsterstraße und der Absenkung der Zufahrtstraßen wurde das neu gebaute Gleisdreieck (mit Streckenästen Richtung Burgwall, Brückstraße und Münsterstraße) am 11. Juni 1910 in Betrieb genommen. Damit konnte endlich auch die Strecke Hörde – Fredenbaum durchgehend ohne Gleiskreuzung verkehren. Am 14, Februar 1912 wurde die Neubaustrecke vom Hauptbahnhof über die Sedanstraße (heutiger Name Brinkhoffstraße) und durch die neue Unterführung der Bahnanlagen zur Schützenstraße in Betrieb genommen. Dadurch entstanden zwei neue Linien: Hauptbahnhof – Hafen – Westfaliastraße und eine Pendellinie Schützenstraße – Steinplatz – Bornstraße auf der alten Trasse nördlich der Bahnanlagen. Letztere sollte aber nur ein kurzes Leben haben und bald stillgelegt werden.
Am 17. Juni 1913 wurde die Strecke auf dem neu angelegten Westfalendamm von der Märkischen Straße bis zum Nussbaumweg und auf diesem eine Abzweigstrecke zur neuen Pferderennbahn in Betrieb genommen. Am 20. August 1913 folgte die Reststrecke vom Abzweig Nussbaumweg weiter über den Westfalendamm und die heutige Marsbruchstraße nach Aplerbeck (Markt). Dort bestand Anschluss an meterspurige Linien der Hörder Kreisbahn nach Hörde, Asseln und Berghofen Gockel (späterer Name Schwerter Wald).

### Zusammenschluss mit der Landkreisbahn

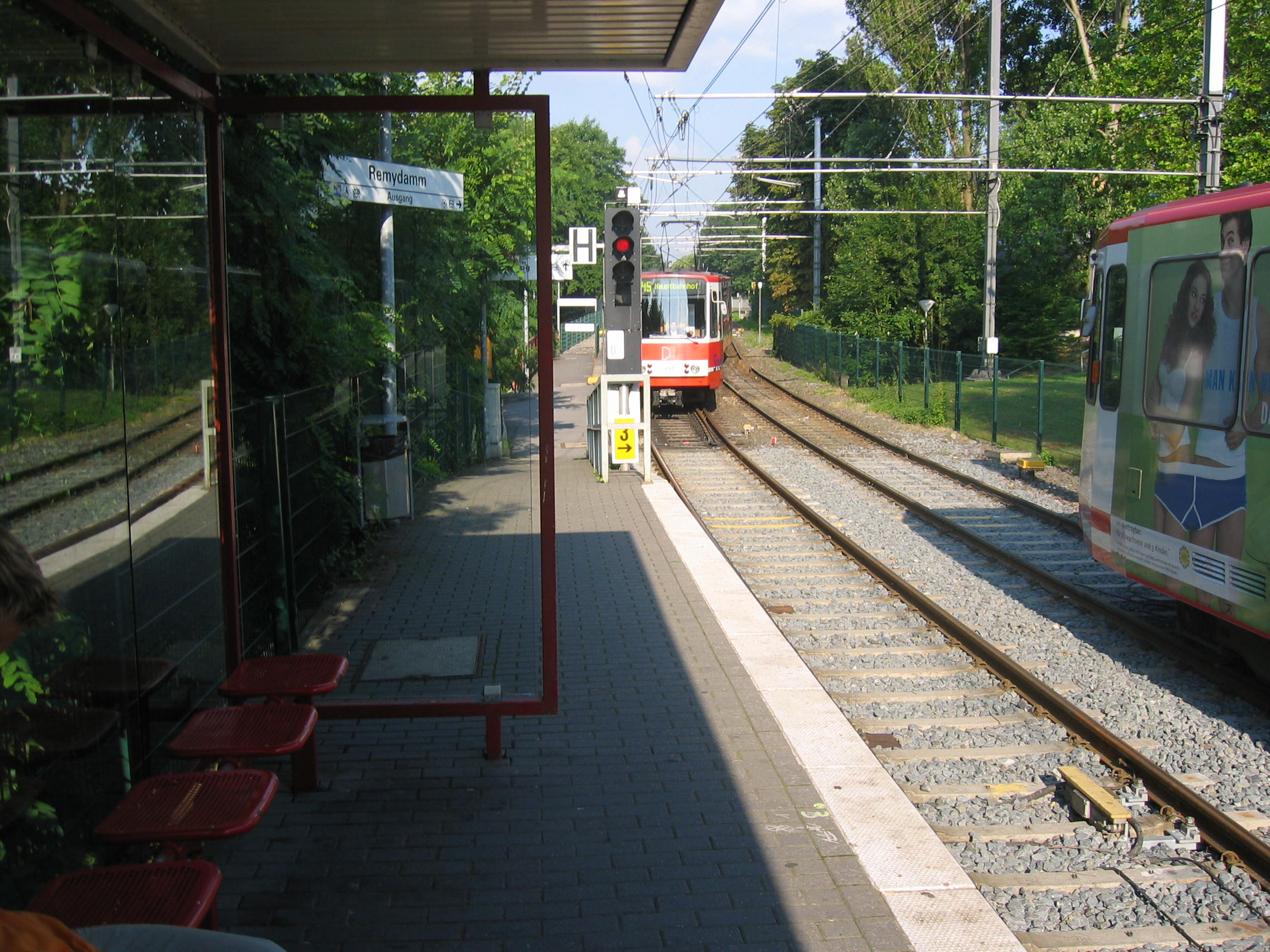
B-Wagen im Stadtbahnbetrieb der DSW21 am Remydamm

1914 wollte die Stadt Dortmund acht Gemeinden des Landkreises Dortmund eingemeinden. Der Landkreis knüpfte seine Zustimmung an eine gemeinsame Betriebsführung der Städtischen Straßenbahnen mit denen des Landkreises. Dazu wurde die Dortmunder Straßenbahn GmbH gegründet. Die neue Gesellschaft betrieb, nachdem einige fehlende Verbindungen zwischen bis dato getrennten Netzen gebaut worden waren, insgesamt 16 Linien.
Zu Beginn des Ersten Weltkrieges wurde die Strecke zwischen Fredenbaum und Schulte-Rödding wegen Unwirtschaftlichkeit eingestellt.
Am 15. April 1916 und am 5. August 1916 erweiterte man das Netz von der Westfaliastraße (am Hafen) in zwei Etappen nach Huckarde.
Am 2. Dezember 1923 wurde die erste Schnellstraßenbahn von Huckarde über Nette und Westerfilde nach Mengede in Betrieb genommen.
Am 30. Mai 1925 verlängerte man in Lünen die Strecke vom Marktplatz zum dortigen Hauptbahnhof
Am 8. Mai 1926 wurde  Lindenhorst an das Straßenbahn-Netz angeschlossen. Die Neubaustrecke zweigte in Eving auf Höhe der Zeche Minister Stein von der Stammstrecke nach Brambauer ab. Sie führte durch die Bergstraße bis zur Lindenhorster Straße und endete dort zunächst in einer Kuppel-Endstelle. Knapp ein Jahr später, im Februar 1927, wurde diese durch eine im Uhrzeigersinn befahrene Endschleife ersetzt, die durch einen noch namenlosen Weg (heutiger Name Schleifenstraße) führte.
Am 3. Februar 1927 wurde die Verlängerung der Hoesch-Linie nach Scharnhorst in Betrieb genommen. Die „Dortmunder Zeitung“ vom 4. Februar 1927 meldete zwar für denselben Tag eine Verlängerung der Hoesch-Linie bis Barop (als Verstärkung der Linie 5 aus Mengede), erwähnte aber die Verlängerung nach Scharnhorst (am anderen Linienende) nicht.
Hombruch wurde in drei Etappen an das Netz angeschlossen. Die Strecke von Dortmund nach Barop und Hombruch hatte eine lange Vorgeschichte: Um 1902 wünschte sich Dortmund eine bessere Straßenverbindung von der Stadt zur Provinzialstraße Stockum – Barop – Hörde, die mit Abstand an der Stadt vorbeiführte, aber überregional bedeutsam war als Abschnitt der Fernstraße von Köln nach Berlin. Als Gegenleistung für das Einverständnis und die Beteiligung von Barop musste Dortmund den Bau einer Straßenbahn-Verbindung nach Barop zusichern. In der Dortmunder Bevölkerung gab es erheblichen Widerstand dagegen, weil für diese Strecke in der Beurhausstraße eine Baumreihe der dortigen Allee fallen musste. Das Projekt verzögerte sich immer mehr, auch weil Dortmund es mit der damals schon geforderten Eingemeindung von Barop verknüpfen wollte. Zwischen Barop und dem rivalisierenden Nachbarort Hombruch im Amt Kirchhörde gab es Differenzen über die Streckenführung. Schließlich führten der Erste Weltkrieg und die anschließende wirtschaftliche Not dazu, dass das Projekt erst Mitte der 1920er Jahre wieder aufgenommen werden konnte.
Das erste Teilstück führte vom Grafenhof (Ecke Hohe Straße / Beurhausstraße) durch die Beurhausstraße und die damalige Baroper Straße (heutiger Name Kleine Beurhausstraße) zur Möllerbrücke, weiter durch die Lindemannstraße bis zum Südwestlichen Friedhof (auf Höhe Kreuzstraße). Es wurde wohl im November 1925 eröffnet: Als bevorstehender Eröffnungstermin wurde in der zeitgenössischen Lokalpresse der 15. oder 16. November 1925 genannt, aber nicht zweifelsfrei belegt. In der übers Internet zugänglichen Presse wurde das Teilstück erst am 1. Juli 1926 in einer Anzeige der Straßenbahngesellschaft das nächste Mal erwähnt und damit indirekt belegt, dass die Strecke zwischenzeitlich in Betrieb gegangen war.
Die zweite Teilstrecke ging am 23. Januar 1927 in Betrieb: Vom Südwestfriedhof über die Lindemannstraße und den oberen Krückenweg (heutiger Name Wittekindstraße) zunächst bis zum Altersheim, weiter als Schnellbahn auf Baroper Gebiet über die damalige Dortmunderstraße (heute Teilstück des Krückenweges) nach Barop (Haldestraße). Vom Südwestfriedhof bis zum Altersheim war die Strecke schon im September 1926 fast fertig, und die Presse spekulierte über eine vorzeitige Teilfreigabe. Dies geschah aber nicht. Die Haltestelle Haldestraße (Straße und Name heute verschwunden) lag unweit der heutigen Haltestelle Eierkampstraße, ihr Name verwies auf die damalige Abraumhalde der Zeche Louise Tiefbau. Die Strecke wurde zunächst von der Linie 6, später der Linie 5 (Mengede – Huckarde – Dortmund Hbf – Barop) bedient. Am 3. Februar 1927 kam als Verstärkung die Linie 4 (Scharnhorst – Hoesch – Burgtor – Barop) dazu.
Als dritter und letzter Bauabschnitt ging am 15. November 1927 die Strecke Barop (Haldenstraße) – Hombruch (West) in Betrieb. Die von Beginn an vorgesehene, planerisch weit gediehene und baulich schon begonnene Weiterführung nach Annen wurde letztlich nicht verwirklicht. Neben Finanzierungs-Schwierigkeiten spielte es dabei eine Rolle, dass die Gemeinde Annen sich gegen eine angedachte Eingemeindung nach Dortmund ausgesprochen hatte.

### Übernahme der Hörder Kreisbahn
Im Süden der Stadt Dortmund hatte sich bis zur Eingemeindung 1929 der Landkreis Hörde gehalten, der ab 1899 ein umfangreiches Netz von meterspurigen Straßenbahnen aufgebaut hatte, die Hörder Kreisbahn. Als die Eingemeindung des größten Teils des Landkreises und der Kreisstadt Hörde bevorstand, wurde am 14. April 1928 die Konzession und das Streckennetz von der Dortmunder Straßenbahn GmbH übernommen. Es umfasste zu diesem Zeitpunkt die Linien Asseln – Aplerbeck – Schwerter Wald, Aplerbeck – Hörde – Brünnighausen – Barop – Hombruch / Eichlinghofen, Hörde – Schwerte – Westhofen, Hörde – Wellinghofen und Brünninghausen – Block Friedrich-Wilhelm.

### Depression und Zweiter Weltkrieg
In diesen Jahren konnte das Unternehmen nur die Neubaustrecke nach Barop und Hombruch in Betrieb nehmen. Mit dem Bau wurde 1923 begonnen, vom Grafenhof über Beurhausstraße, damalige Lindemannstraße (heute Teil der Möllerstraße, früher Baroper Straße), Südwestfriedhof und heutige Wittekindstraße (damals Krückenweg) konnte die Strecke 1925 bis zum Altersheim in Betrieb genommen werden, weiter durch den Krückenweg am 25. Januar 1927 bis Barop (Haldestraße, nicht mehr existent) und am 15. November 1927 bis Hombruch Süd (siehe auch Dortmunder Straßenbahn nach Barop und Hombruch). Im Übrigen bemühte man sich hauptsächlich darum, stark frequentierte Linien zweigleisig auszubauen und die Strecken, die von der Hörder Kreisbahn übernommen wurden, von Meterspur auf Normalspur umzustellen. Tatsächlich wurden nur die Strecken Hörde (Brückenplatz) – Brücherhofstraße und Aplerbeck – Schwerter Wald umgespurt. Aufgrund der wirtschaftlichen Rezession gegen Ende der 1920er Jahre wurden nicht alle geplanten Baumaßnahmen realisiert. Einige Linien wurden sogar stillgelegt und durch Omnibuslinien ersetzt (siehe auch Weiterentwicklung des Hörder Netzes zur Zeit der Dortmunder Straßenbahn).
Am 1. Januar 1939 wurde die Dortmunder Straßenbahn GmbH (wie schon von 1906 bis 1914) wieder zu einem Eigenbetrieb der Stadt. Nachdem die Stadt Dortmund die Anteile der Städte Castrop-Rauxel, Lünen und Unna aufgekauft hatte, wurde die Straßenbahn Teil der Dortmunder Stadtwerke AG.
Im Jahr 1942 begannen die Stadtwerke, Oberleitungsbuslinien in Betrieb zu nehmen. Die erste Linie wurde am 29. Mai 1942 eröffnet, führte von der Rheinischen Straße über Nikolaikirche, Südbahnhof Dortmund (am Heiligen Weg, östlich des heutigen Bahnhofs Dortmund Stadthaus), Ostentor und Borsigplatz zur Westfalenhütte und trug die Linienbezeichnung A (später 44). Aufgrund von Kriegsschäden wurde der Betrieb am 6. Oktober 1944 vorübergehend eingestellt. Die zweite Linie verkehrt ab dem 7. September 1942 auf dem Innenstadtring und trug die Bezeichnung I. Sie wurde am 6. Oktober 1944 stillgelegt und nicht wieder eröffnet. Die dritte Strecke führte vom Volkspark über Brünninghausen und Kirchhörde nach Schanze und hieß Linie B (später 43). Sie wurde 1943 eingerichtet und ersetzte bis Brünninghausen die vorhandene meterspurige Straßenbahnlinie. 1945 stellte sie vorübergehend den Betrieb ein. Nach den schweren Bombenangriffen ab Mai 1943 und insbesondere nach dem Angriff am 12. März 1945, der die Innenstadt nahezu vollständig zerstörte, wurde der Betrieb eingestellt.

### Wiederaufbau nach dem Krieg

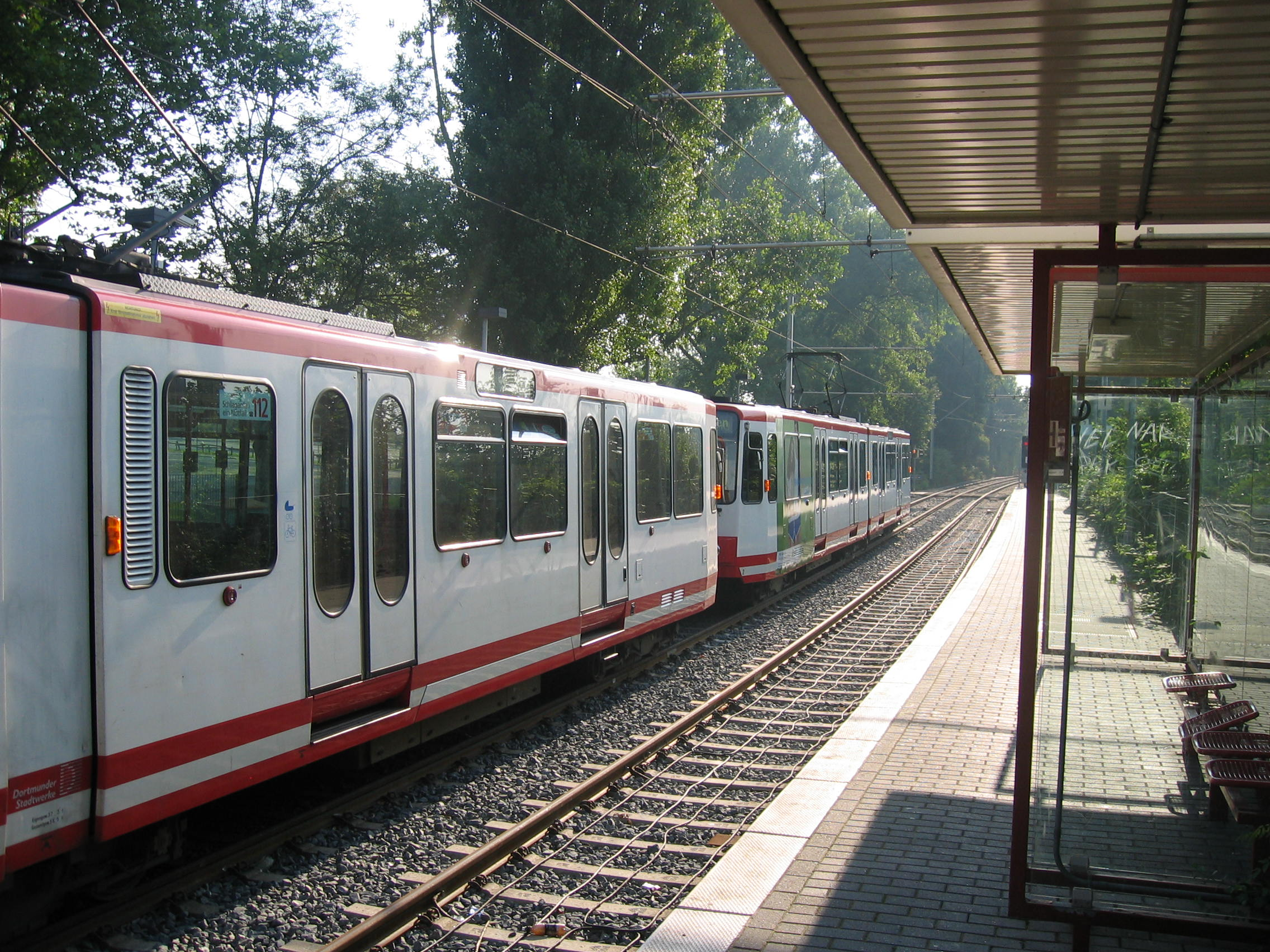
Linie U45 am Remydamm

Am 18. Mai 1945 nahmen die Stadtwerke den Straßenbahnbetrieb auf der Strecke zwischen Hörde und Aplerbeck wieder auf. Man griff dabei auf die Wagen zurück, die in den Betriebshöfen außerhalb der Stadt und an den Stadtgrenzen die Luftangriffe fast unbeschädigt überstanden hatten. Gegen Ende des Jahres hatte man den Betrieb auf acht Teilstrecken des Netzes wieder aufnehmen können. Ab September 1949 war das Netz nahezu vollständig wieder hergestellt.
Ab 1949 beschloss der Rat der Stadt, die Innenstadt neu und autogerecht zu gestalten. Man baute breite Straßen in Nord-Süd- und Ost-West-Richtung, auf denen die Straßenbahn nach Möglichkeit auf eigenen Bahnkörpern verkehren sollte.
Die O-Bus-Linie A (später 44) wurde nach dem Krieg wiederaufgebaut und nahm ihren Betrieb am 1. April 1950 wieder auf, zunächst nur bis zum Ostentor. Die Linie B (später 43) wurde schon am 27. August 1947 wieder in Betrieb genommen und in den folgenden Jahren bis 1958 bis zum Hauptbahnhof verlängert. Hinzu kam ab dem 16. Oktober 1949 die vierte Linie C (später 47). Auch sie ersetzte auf der Strecke von Eichlinghofen über Barop, Brünninghausen zum Hörder Brückenplatz und ab 30. Juni 1954 bis Aplerbeck eine meterspurige Straßenbahnlinie. Sie wurde im Westen noch einmal bis Oespel verlängert und im Werksbereich aus der Hochofenstraße in die Nortkirchenstraße verlegt.

### Neubau und Stilllegung

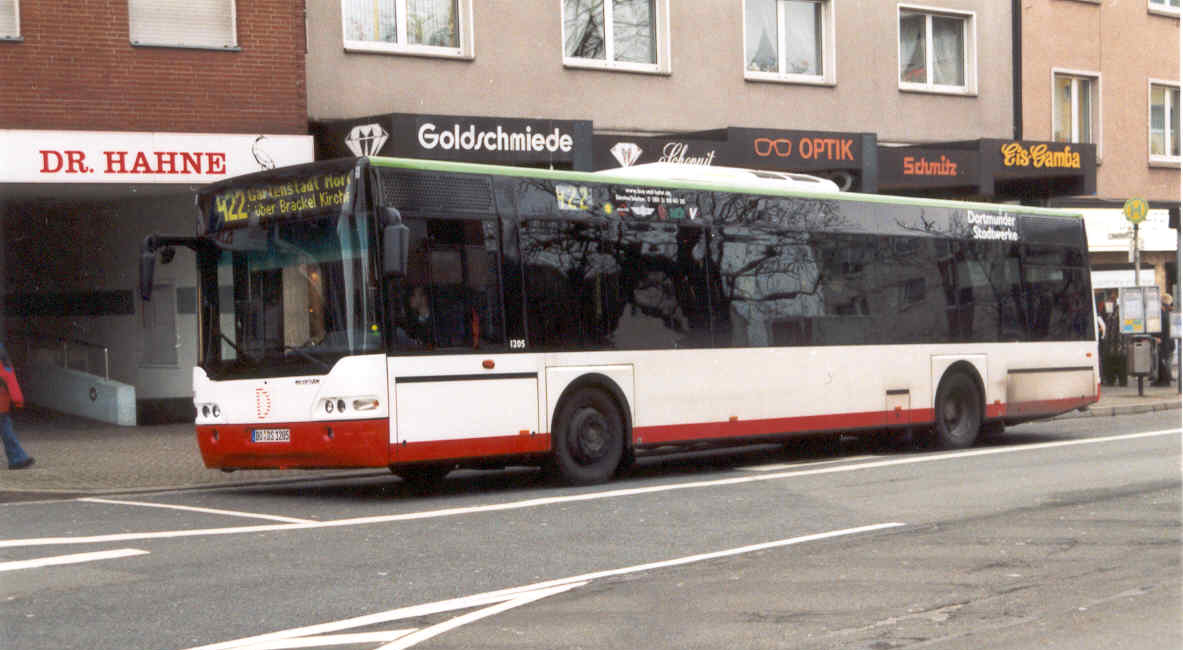
Bus auf der Linie 422 an der Haltestelle Aplerbeck

Mitte der 1950er Jahre begann man mit Neubauprojekten, bis Mitte der 1960er Jahre meist noch eher als Straßenbahnstrecken, teilweise auf besonderem Gleiskörper und nur ausnahmsweise als Unterpflasterbahn. Am 1. November 1957 ging die Neubaustrecke in der Ruhrallee vom Neutor bis zu einem Wendedreieck an der Markgrafenstraße in Betrieb. Am 30. April 1959 folgte zur Bundesgartenschau die Verlängerung dieser Strecke über den Westfalenpark zum Tierpark Hacheney. Diese Strecke war schon kreuzungsfrei wie eine Stadtbahn ausgebaut. Dazu gehörte auch eine Betriebsstrecke zum Stadion Rote Erde und die dortige neue Wendeschleife mit Abstellanlage. Weitere Umbauten fanden im Zuge des Baues des Ruhrschnellwegs in Dortmund statt, so 1967 der 200 Meter lange Tunnel im Zuge der Ardeystraße mit der Tunnelhaltestelle Westfalenhalle.
Gleichzeitig wurden zahlreiche Strecken der ehemaligen Landkreisbahn und einige Betriebshöfe in den Randgebieten von Dortmund stillgelegt:
In Castrop-Rauxel am 1. Juli 1958 die Strecke Habinghorst – Henrichenburg, am 1. Mai 1960 Habinghorst – Ickern, am 31. Dezember 1960 Castrop, Münsterplatz – Habinghorst und am 1. Juli 1962 Kirchlinde – Castrop. In Dortmund folgten am 1. Dezember 1963 Marten – Kirchlinde und Marten – Lütgendortmund Bf. (heute Germania). Am 1. Juli 1965 folgte der Streckenabschnitt Wickede – Unna, am 1. März 1970 Kirchderner Straße – Scharnhorst (durchs Hoesch-Gelände), am 1. April 1971 Aplerbeck – Schwerter Wald, am 3. Juni 1973 Minister Stein – Lindenhorst, am 17. Oktober 1974 Nussbaumweg – Rennbahn und am 15. Mai 1976 Kirchderne – Derne über die Derner und Altenderner Straße. In den 1960er und 1970er Jahren wurden auch etliche Linien in der Innenstadt verlegt und einige Strecken aufgegeben, z. B. in der Kaiserstraße (9. August 1964, Ersatz durch Hamburger Straße), Steinplatz – Gronaustraße (29. November 1964) und auf dem Freistuhl (3. August 1975, Umleitung über Westentor). Als die Dortmunder Stadtwerke AG am 1. Januar 1980 dem Verkehrsverbund Rhein-Ruhr (VRR) beitrat, bekamen die neun verbliebenen Linien eine um die Bereichsziffer „4“ vorangestellte Liniennummer.
Den Stilllegungen fielen auch die O-Bus-Linien zum Opfer. 1961 wurde Linie C (zuletzt 47) und 1966 Linie A (zuletzt 44) auf Dieselbusbetrieb umgestellt. Als letztes wurde am 17. Juli 1967 die Linie B (zuletzt 43) eingestellt.

### Stadtbahn

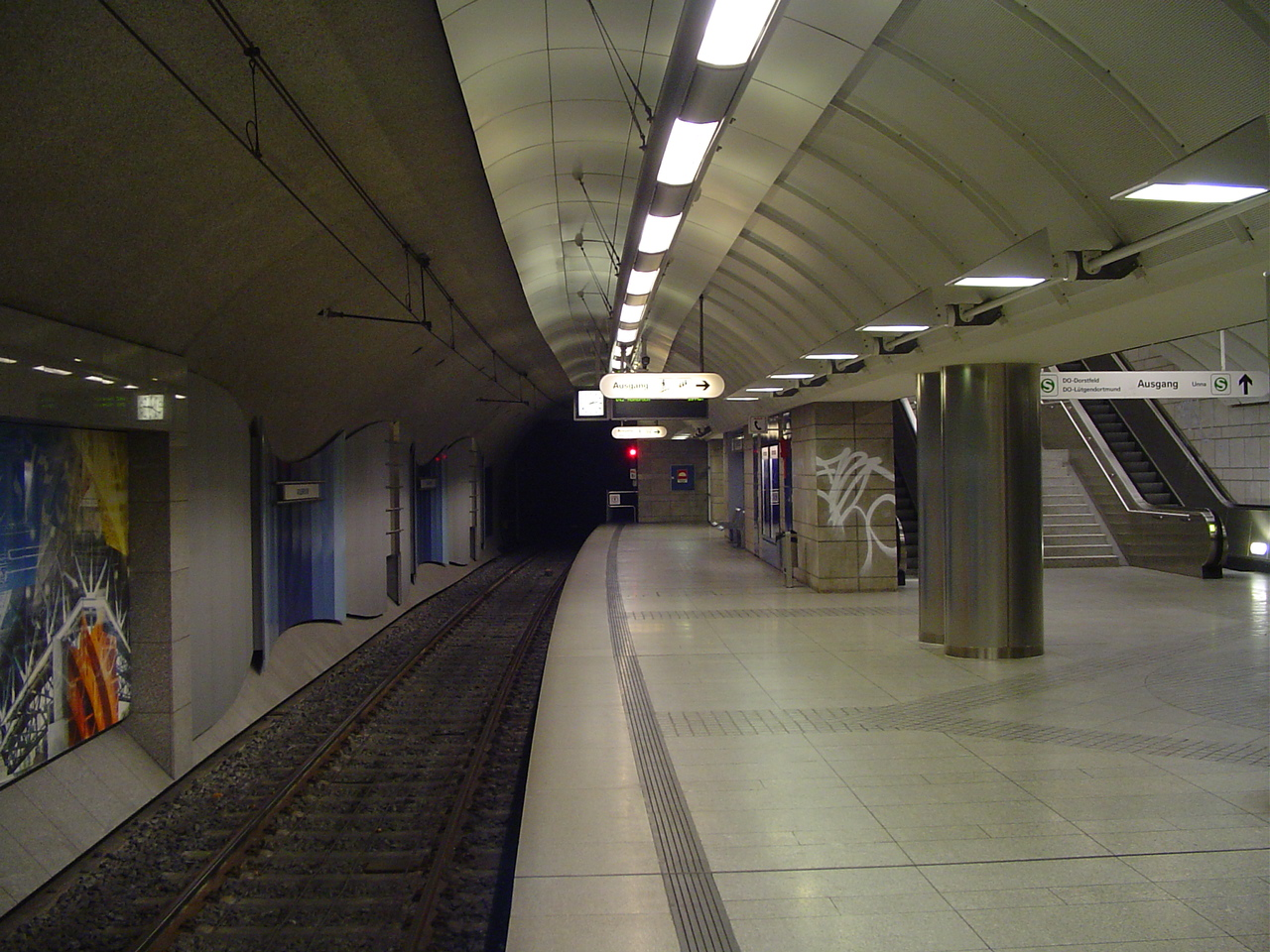
U-Bahn-Station Möllerbrücke

Bereits in den 1960er Jahren begann man mit der Planung eines Stadtbahnnetzes in Dortmund. Aufgrund des zunehmenden Pkw-Verkehrs, entschloss man sich den ÖPNV in die so genannte zweite Ebene zu verlegen, also unter die Erde. Hinzu kamen Planungen des Landes Nordrhein-Westfalen, in den elf großen Städten des Ruhrgebietes ein gemeinsames Stadtbahnnetz einzurichten. Im September 1969 entschied der Stadtrat, den Bau einer unterirdischen Stadtbahn zu beginnen. Bereits am 22. Oktober 1969 begannen die Bauarbeiten. Man plante das Vorhaben in vier Schritten umzusetzen. Als erstes sollten drei U-Stadtbahn-Strecken gebaut werden. Es handelte sich um die Strecken von Hörde nach Fredenbaum, von Hacheney nach Mengede und von Aplerbeck zum Hauptbahnhof. Als zweites der Tunnel von Hörde über den Hauptbahnhof zur Mallinckrodtstraße und der Umbau der Strecken in Aplerbeck, Fredenbaum und Westerfilde zur Stadtbahn. Zudem sollte ein zentraler Betriebshof in Dorstfeld gebaut werden. In der dritten Phase sollten die Strecken von Grevel zum Westfalenstadion und von Wickede nach Marten in Tunnel verlegt werden. In der vierten und letzten Phase sollten die letzten Schienen in der Innenstadt entfernt werden und ein Tunnel vom Stadtgarten in Richtung Hombruch eröffnet werden.
Insgesamt waren 18,1 Kilometer im Tunnel und 4,5 Kilometer an der Oberfläche mit insgesamt 40 Stationen vorgesehen. Aufgrund mangelnder finanzieller Mittel wurden nicht alle geplanten Vorhaben in vollem Umfang umgesetzt. Gleichwohl sind die meisten Strecken inzwischen weitgehend auf Stadtbahnniveau ausgebaut. Eine Ausnahme bilden dabei die Linien U43 und U44, die zwar offiziell als Stadtbahnlinien geführt, jedoch de facto als konventionelle Straßenbahnlinien mit Innenstadttunnel betrieben werden. Jene Strecken werden mit niederflurigen Straßenbahnwagen des Typs NGT8 von Bombardier Transportation befahren.
Ein technischer Defekt bei einem neuen Wagen führte am 10. Mai 2008 zum Schmorbrand eines Kabels auf dem Fahrzeugdach. Nach diesem Defekt wurden alle sechs Flexity Classic aus dem Verkehr gezogen. Eine Überprüfung ergab, dass eine defekte Steckverbindung den Brand ausgelöst hatte. Da dieser Defekt an den weiteren fünf Fahrzeugen nicht feststellbar war, setzt DSW21 die Fahrzeuge ab dem 14. Mai 2008 wieder im normalen Fahrbetrieb ein. Bis 2012 wurden 47 Triebwagen geliefert.
Im Juni 2016 wurden bei den turnusgemäßen Hauptuntersuchungen der Straßenbahnfahrzeuge Flexity Classic serienweise ungewöhnliche Rostschäden an Drehgestellen sowie Unebenheiten an den Fußböden festgestellt. Infolge der nötigen Reparaturen wurden auf den Linien U43 und U44 z. B. im September 2016 nur 28 der 47 Wagen eingesetzt, was zu erheblichen Einschränkungen und Beeinträchtigungen führte. Bis auf Weiteres wurde ein Notfahrplan eingerichtet.

### H-Bahn

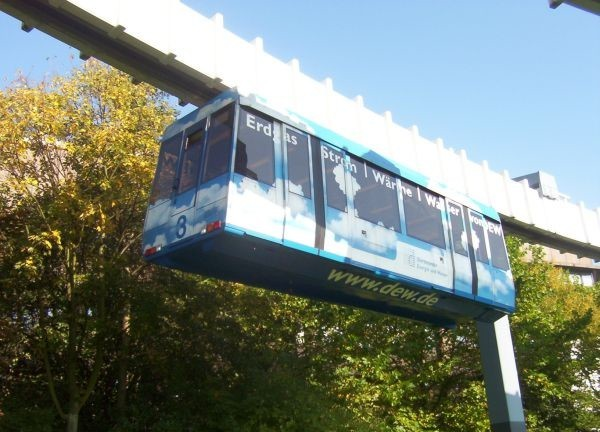
H-Bahn Dortmund

Mit der Grundsteinlegung für die H-Bahn am 3. September 1981 begann in Dortmund eine neue Ära. Das Gemeinschaftsprojekt zwischen Siemens und der Waggonfabrik Uerdingen war zunächst als Demonstrationsanlage gedacht. Sie erfüllte aber schon seit der Eröffnung einen planmäßigen Personennahverkehr. Die Strecke wurde im Oktober 1982 zu Testfahrten auf einer 1,1 Kilometer langen Strecke zwischen dem südlichen und nördlichen Campus der Universität Dortmund eröffnet.
Der Personenverkehr begann am 2. Mai 1984. Zunächst war die Benutzung kostenlos und fand montags bis freitags von 8:00 Uhr bis 18:30 Uhr statt. Anschließend mussten für die Fahrt eigene Fahrscheine gelöst werden, da die H-Bahn nicht in den Verbund-Tarif des VRR integriert war. Später ging die Bahn in den VRR-Tarif über. Nach wie vor gehört die H-Bahn nicht direkt zu den Dortmunder Stadtwerken, sondern zum Tochterunternehmen H-Bahn-Gesellschaft Dortmund mbH. 1991 wurde die Strecke bis nach Eichlinghofen und 2003 bis in das Technologiezentrum Dortmund verlängert. Eine Verlängerung bis nach Barop und ein Anschluss an die Stadtbahn war in Planung, wurde aber mittlerweile verworfen.

### Dortmund-Märkische Eisenbahn
Von 1999 bis 2004 betrieb die Dortmund-Märkische Eisenbahn (DME), ein Tochterunternehmen der DSW21 und der Märkischen Verkehrsgesellschaft, den Personenverkehr der Volmetalbahn Dortmund – Hagen – Lüdenscheid (Linie RB52).

## Beförderungsleistung
| Jahr | Fahrgäste in Mio. |
| ---- | ----------------- |
| 2000 | 105,3             |
| 2001 | 111,3             |
| 2002 | 116,7             |
| 2003 | 122,7             |
| 2004 | 125,9             |
| 2005 | 127,14            |
| 2006 | 130.02            |
| 2007 | 130,0             |
| 2008 | 139,02            |
| 2009 | 143,3             |
| 2010 | 135,5             |
| 2011 | 134               |
| 2012 | 134,9             |
| 2013 | 136,9             |
| 2014 | 136,1             |
| 2015 | 134,4             |
| 2016 | 134,1             |
| 2017 | 132,5             |
| 2018 | 130,3             |
| 2019 | 131,1             |
| 2020 | 104,5             |

Quelle

## Betriebshöfe
Für die Stadtbahnfahrzeuge ist heute allein der Betriebshof in Dortmund-Dorstfeld zuständig.
Der ehemalige Betriebshof Immermannstraße war von 1914 bis 1973 in Betrieb, hier blieb noch bis 1996 die Hauptwerkstatt. Das Gebäude wird heute als Kulturzentrum genutzt. Weitere Straßenbahnbetriebshöfe gab es mitunter in Marten (bis 1922), Berghofen (bis 1954), an der Rheinischen Straße (bis 1967), in Derne (bis 1968), Wickede (bis 1974) und am Westfalendamm/Märkische Straße (bis 1996).
Die im Dortmunder Stadtgebiet eingesetzten Busse entstammen überwiegend dem Busbetriebshof im Stadtteil Brünninghausen. An der Einfahrt befindet sich eine Haltestellenkonstruktion, an dem Fahrgäste der Buslinie 440 von einem Elektrobus mit niedriger Akkuladung in einen voll aufgeladenen umsteigen, um ihre Fahrt fortzusetzen. Des Weiteren existiert ein Busbetriebshof in Castrop-Rauxel, von wo aus die Busse der dort verkehrenden Linien 480, 481, 482 und NE11 eingesetzt werden; dieser war ursprünglich wiederum ein Straßenbahndepot der Straßenbahn Herne-Castrop-Rauxel GmbH.

## Linien
Nachfolgend eine Auflistung der von den Dortmunder Stadtwerken bzw. im Auftrag dieser befahrenen Stadtbahn-, H-Bahn-, Bus- und NachtExpressinien sowie der AST-Linien.
In Klammern gesetzte Haltestellen werden seltener bedient und sind eventuell nicht im Takt vermerkt. Die nächste Spalte gibt den Takt der Linie zwischen 8 Uhr und 18 Uhr werktags an. Ausnahmen bilden Linien, hinter deren Nummer sich ein A befindet. Eine 10 sagt aus, dass die Linie im 10-Minuten-Takt verkehrt, die Kombination 10–20 oder 10–20–30 gibt an, dass auf bestimmten Abschnitten ein 10-Minuten-Takt, auf anderen ein 20-Minuten-Takt besteht usw. Mit einem A gekennzeichnete Linien verkehren nur abends oder haben zu dieser Zeit eine alternative Linienführung.

### Stadtbahn
Stand 30. August 2017
| Linie | Aktueller Linienweg | Takt in Minuten mo–fr/sa/so                                             |
| ----- | --- | ----------------------------------------------------------------------- |
| U41   | Lünen-Brambauer Verkehrshof – Dortmund-Brechten Zentrum – Grävingholz – Fredenbaum – Hauptbahnhof – Kampstraße – Stadtgarten – Stadthaus – Märkische Straße – Hörde Bahnhof – Hörde, Clarenberg | 10/10/15 (Brambauer – Brechten 20/20/30)                                |
| U42   | Dortmund-Grevel – Scharnhorst Zentrum – Kirchderne – Eving, Schulte Rödding – Stadtgarten – Barop Parkhaus – Hombruch, Grotenbachstraße                                                         | 10/10/15                                                                |
| U43   | Dortmund-Dorstfeld, Betriebshof – Unionstraße – Westentor – Kampstraße – Reinoldikirche – Wambel – Brackel – Asseln – Wickede Post / – DO-Wickede                                               | 10/10/15 (Westentor – Brackel 5/5/15) (so ab Westentor bis DO-Wickede ) |
| U44   | Dortmund-Marten, Walbertstraße – Marten Süd – Dorstfeld – Unionstraße – Kampstraße – Reinoldikirche – Borsigplatz – Westfalenhütte                                                              | 10/10/15                                                                |
| U45   | Dortmund (Fredenbaum –) Hauptbahnhof – Kampstraße – Stadtgarten – Stadthaus – Westfalenpark – Westfalenhallen                                                                                   | 10/10/15                                                                |
| U46   | Dortmund Brunnenstraße – Reinoldikirche – Stadtgarten – Saarlandstraße – Westfalenhallen | 10/10/15                                                                |
| U47   | Dortmund-Westerfilde – Huckarde – Hafen – Hauptbahnhof – Kampstraße – Stadtgarten – Stadthaus – Märkische Straße – Aplerbeck                                                                    | 10/10/15                                                                |
| U49   | Dortmund (Hafen –) Hauptbahnhof – Kampstraße – Stadtgarten – Stadthaus – Markgrafenstraße – Westfalenpark – Rombergpark – Hacheney                                                              | 10/10/15                                                                |

Bei Fußballspielen oder anderen Großveranstaltungen im Westfalenstadion verkehren die Züge der Linie U45 ab Fredenbaum zum Stadtbahnhof „Stadion“, der dann anstelle des Stadtbahnhofs „Westfalenhallen“ die Endhaltestelle ist. Die Fahrten der Linie U46 wurden bis 2006 auch über „Westfalenhallen“ hinaus bis zum Stadtbahnhof „Stadion“ verlängert, seitdem verkehrt Linie U46 an Großveranstaltungen nur zwischen Brügmannplatz und Westfalenhallen. Die Züge der Linie U45 fahren zusätzlich bis zum Stadtbahnhof Fredenbaum. Außerdem verkehren zusätzliche E-Wagen zwischen Eving, Schulte Rödding und Hombruch, Grotenbachstraße sowie Verstärkungszüge zwischen Dorstfeld Betriebshof und Brackel. Auf den Linien U45 und U49 werden zudem teilweise Doppeltraktionen der 38 Meter langen achtachsigen B80C/8 eingesetzt, sowie in der Vergangenheit auch Dreifachtraktionen der B80C/6, die mittlerweile nur noch sehr selten auf der U41 zwischen Hörde und Hauptbahnhof eingesetzt werden.
Die Stadtbahnlinien U45 und U49 fahren seit dem 23. April 2020 bereits ab 12 Uhr in Richtung Fredenbaum, Hafen, Hacheney und Westfalenhallen. Um auf der Linie U41 zwischen Markgrafenstr. und Fredenbaum sowie auf der Linie U47 zwischen Markgrafenstr. und Hafen für mehr Kapazitäten zu erreichen fahren die Stadtbahnlinien U45 und U49 seit dem 23. April 2020 montags bis freitags (auch in den Schulferien) bereits ab 12 Uhr in Richtung Fredenbaum, Hafen, Hacheney und Westfalenhallen. Damit sollten Fahrgäste während der Coronapandemie einen ausreichenden Abstand erhalten.
Mit Einführung des CityTaktPlus im Sommer 2025 sollen die Linien U47 und U49 zwischen dem Hauptbahnhof und dem Hafen im 5-Minuten-Takt verkehren. Zudem soll ab April 2026 die U41 zwischen Hörde und Fredenbaum ebenfalls im 5-Minuten-Takt fahren, wodurch ein 2-Minuten-Takt zw. Markgrafenstraße und Dortmund Hbf erreicht werden soll.

### H-Bahn
Stand: 30. August 2017
| Linie | Aktueller Linienweg                                                    | Takt in Minuten mo–fr tags/abends/sa |
| ----- | ---------------------------------------------------------------------- | ------------------------------------ |
| HB1   | Dortmund Technologiezentrum – Universität – Campus Süd – Eichlinghofen | 10 / – / –                           |
| HB2   | Dortmund Campus Nord – Campus Süd                                      | 05 / – / –                           |
| HB3   | Dortmund Campus Nord – Campus Süd – Eichlinghofen                      | – / 10 / –                           |
| HB5   | Dortmund Universität – Campus Süd – Eichlinghofen                      | – / 30 / 15                          |
| HB7   | Dortmund Technologiezentrum – Universität                              | – / 30 / –                           |

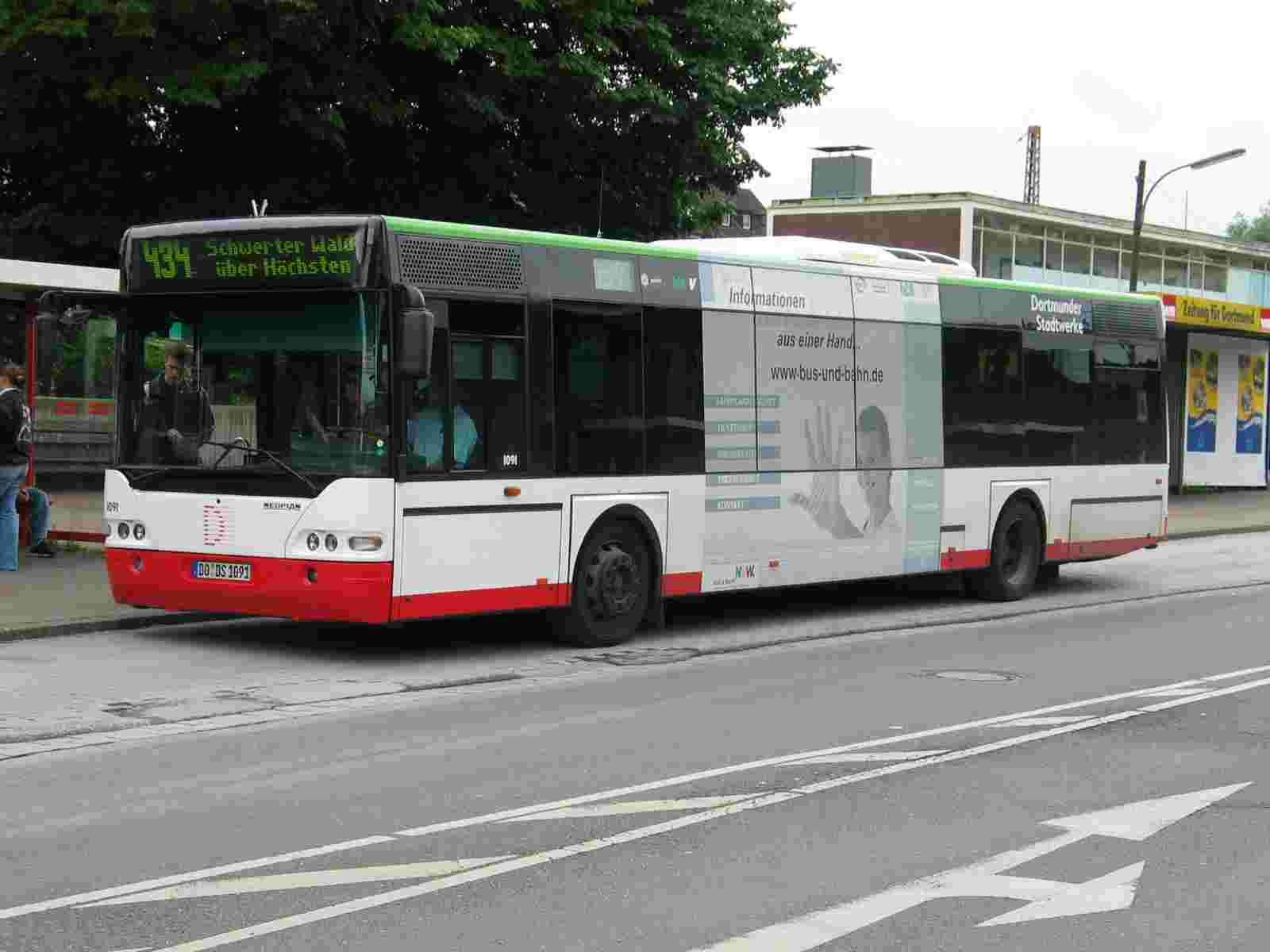
Bus der DSW21 am alten Hörder Bahnhof

Die H-Bahn verkehrt nur montags bis freitags an Werktagen zwischen 6 Uhr morgens und Mitternacht. Tagsüber verkehren die Wagen auf den Linien 1 und 2 im 10- bzw. 5-Minuten-Takt. Bei Betriebsstörungen kann statt der Linie 2 die Linie 3 (dann auch im 10-Minuten-Takt) verkehren.
Seit dem 14. August 2015 wird im Abendverkehr nach 19 Uhr die Linie 1 aufgeteilt in die Linien 5 (bis Betriebsschluss) und 7 (nur bis 21 Uhr), die jeweils im Halbstundentakt Anschluss an die Züge der Linie S1 bieten. Parallel dazu verkehrt statt der Linie 2 die Linie 3 im 10-Minuten-Takt bis zum Betriebsschluss. Der zuvor übliche abendliche Rufbetrieb auf der Linie 1 ist entfallen.
Von September bis November 2016 fand ein Probebetrieb an Samstagen statt. Die Linie 5 verkehrte alle zehn Minuten. Der Samstagbetrieb wurde Ende Juni 2018 wieder aufgenommen, hierfür verkehrt die Linie 5 von 8 bis 16 Uhr im 15-Minuten-Takt.

### Linienbus
Stand: 21. August 2024
| Linie | Aktueller Linienweg | Takt in Minuten mo–fr/sa/so                                                     |
| ----- | --- | ------------------------------------------------------------------------------- |
| 410   | Dortmund-Mengede Bf – Gut Altmengede – Ellinghausen GVZ/IKEA – Lindenhorst – Eving, Zeche Minister Stein – Eving, Schulte Rödding – Kirchderne Kirche – Derne, Am Wittfeld | 30/60/60 (so ab Zeche Minister Stein )                                          |
| 410A  | Dortmund Fredenbaum – / Lindenhorst Kirche – Eving, Zeche Minister Stein – Eving, Schulte Rödding – Kirchderne Kirche – Derne, Derner Kipshof / – Derne, Am Wittfeld | 60–30/60–30/60–30                                                               |
| 411   | Dortmund Fredenbaum – Lindenhorst, Tauroggenstraße – Eving, Zeche Minister Stein – Eving, Schulte Rödding – Kirchderne – Derne, Am Wittfeld | 30/60/60                                                                        |
| 412   | Dortmund Hauptbahnhof – Immermannstr./Klinikzentrum (– Fredenbaum ) – Nordstadt, Anne-Frank-Gesamtschule – Eving, Schulte Rödding | 30/30/60 (so bis Fredenbaum )                                                   |
| 414   | Dortmund-Brechten Zentrum (← Brechtener Heide) – Kemminghausen Bezirksfriedhof – Eving Markt – Eving, Schulte Rödding | 60/60/–                                                                         |
| 415   | Huckarde Bushof – Deusen – Ellinghausen – Lindenhorst – Zeche Minister Stein – Eving Markt – Holtkottenweg – Schulte Rödding | 30/30/60 (so bis Zeche Minister Stein )                                         |
| 416   | (Dortmund Hauptbahnhof –) Borsigplatz – Westfalenhütte – Logistikpark Westfalenhütte | 10/10/– (30/30/–)                                                               |
| 417   | Dortmund-Kirchderne – Kirchderne Bf – Logistikpark Westfalenhütte | 20/20/– (30/30/–)                                                               |
| 420   | Dortmund-Derne, Am Wittfeld – Derne Bf – Scharnhorst Zentrum – Scharnhorst Bf – Brackel Kirche – Brackel – Aplerbeck – Aplerbeck, Ramhofstraße | 20/30/30                                                                        |
| 420A  | Dortmund-Derner Kippshof – Derne Bf – Scharnhorst Zentrum – Scharnhorst Bf – Brackel Kirche | 30/30/30                                                                        |
| 422   | Dortmund-Aplerbeck Gewerbegebiet – Funkturmsiedlung – Brackel – Wambel, Juchostraße – Körne, Am Zehnthof / Lenteninsel | 30/30/–                                                                         |
| 423   | Dortmund-Grevel – Lanstrop, Gürtlerstraße | 20/20/30 (abends 30/30/30)                                                      |
| 424   | Dortmund-Lanstrop, Gürtlerstraße – Kurl Bf – Scharnhorst Zentrum (– Scharnhorst, Westholz Grundschule) | 60/60/–                                                                         |
| 425   | Dortmund-Wickede, Dollersweg – Husen – Kurl Krankenhaus – Scharnhorst Zentrum (– Scharnhorst, Westholz Grundschule) | 60/60/60                                                                        |
| 426A  | Dortmund-Asseln, Lehnemannsweg – Asseln Mitte – Asseln, Aplerbecker Straße – Kurl, Langerohstraße → Kurl, Flemperskamp (← Kurl Bf) – Husen, Wickeder Straße | 30/30/30                                                                        |
| 427   | Dortmund-Scharnhorst, Westholz – Scharnhorst Zentrum – Kirchderne Bf – Wambel, Rüschebrinkstraße – Stadtkrone Ost, Europaplatz – Hörde Bf (Logistikpark Westfalenhütte-Rüschebrinkstr), diese Verbindung wird einmal am Tag um 0:12 befahren. An Samstagen fährt der 427 einmal um 5:56 von der Haltestelle Rüschebrinkstraße zur Haltestelle Logistikpark Westfalenhütte.   | 20/30/30                                                                        |
| 427A  | Dortmund-Scharnhorst, Westholz – Scharnhorst Zentrum – Kirchderne Bf – Wambel, Rüschebrinkstraße – Wambel, Europaschule | 30/30/30                                                                        |
| 428   | Dortmund-Wickede, Baedekerstraße – Wickede, Eichwaldstraße – Wickede West – Wickede, Roningweg | 20/20/30                                                                        |
| 430   | Dortmund-Hörde Bf – Berghofen Zentrum – Schwerter Wald – Schwerte, Freischütz – Schwerte ZOB | 30/30/30                                                                        |
| 431   | Dortmund Schwerter Wald – Aplerbeck Süd Bf – Aplerbeck – Aplerbeck Gewerbegebiet – Sölde Bf – Sölderholz – Lichtendorf | 30/30/30                                                                        |
| 431A  | Dortmund-Aplerbeck – Sölde Bf – Sölderholz – Lichtendorf | 30/30/30                                                                        |
| 432   | Dortmund-Hörde Bf – Benninghofen, Overgünne – Höchsten – Benninghofen, Benninghofer Mark – Holzen Friedhof – Erikastraße / – Syburg | 60–30/60–30/60–30                                                               |
| 432A  | Dortmund-Hörde Bf – Benninghofen, Overgünne – Höchsten – Benninghofen, Talstraße / Benninghofer Mark – Holzen Friedhof – Feldmark | 60–30/60–30/60–30                                                               |
| 433   | Dortmund-Hörde Bf – Benninghofen, Overgünne – Höchsten – Sommerberg, Waldstraße | 30/30/60                                                                        |
| 434   | Dortmund-Hörde Bf – Benninghofen, Overgünne – Höchsten – Schwerter Wald | 30/30/60                                                                        |
| 435A  | Dortmund-Hörde Bf – Benninghofen, Overgünne – Berghofen Zentrum – Schwerter Wald – Schwerte, Freischütz – Schwerte ZOB | 30/30/30                                                                        |
| 436   | Dortmund-Asseln, Asseln Aplerbecker Straße – Brackel, Zum Alten Flugfeld – Brackel, Adi-Preißler-Allee – Brackel Kirche – Brackel – Aplerbeck – Schüren, Bergparte – Stadtkrone Ost, Londoner Bogen – Hörde Bf | 20/30/30                                                                        |
| 436A  | Dortmund-Asseln, Asseln Aplerbecker Straße – Brackel, Zum Alten Flugfeld – Brackel, Adi-Preißler-Allee – Brackel Kirche – Brackel – Aplerbeck – Schüren, Bergparte – Stadtkrone Ost, Londoner Bogen – Hörde Bf | 60–30/60–30/30 (so ab Brackel Kirche )                                          |
| 437   | Dortmund-Sölde, Jasminstraße → Sölde Bf (← Sölde, Am Kapellenufer) – Sölde Friedhof – Aplerbeck | 20/-/-                                                                          |
| 438   | Holzwickede-Landskrone – Dortmund-Lichtendorf – Sölderholz – Aplerbeck – Berghofen Zentrum – Benninghofen, Overgünne – Wellinghofen Markt – Hacheney | 30/30/60                                                                        |
| 438A  | Dortmund-Aplerbeck – Berghofer Schulstraße – Schwerter Wald | 60/60/60                                                                        |
| 439   | Dortmund-Hörde Bf – Berghofen Zentrum – Schwerter Wald – Aplerbecker Mark, Volmehang – Aplerbeck – Asseln Mitte – Kurl Bf – Husen | 30/30/60–30                                                                     |
| 439A  | Dortmund Schwerter Wald – Aplerbecker Mark, Volmehang – Aplerbeck | 60/60/60                                                                        |
| 440   | Germania – Oespel, Indupark – Oespel – Eichlinghofen – Barop Parkhaus – Brünninghausen – Hörde Bf – Emschertor – Schüren – Aplerbeck | 10/10/15 (sonntags ab Oespel )                                                  |
| 440A  | Lütgendortmund – Germania – Oespel – Eichlinghofen – Barop Parkhaus – Hombruch, Gablonzstraße – Brünninghausen – Hörde Bf – Emschertor – Schüren – Aplerbeck | 30/30/30                                                                        |
| 441   | Dortmund-Wellinghofen, Godefriedstraße – Wellinghofen Markt – Hörde Bf | 20/20/30                                                                        |
| 442   | Dortmund-Syburg – / Dortmund-Reichsmark – / Dortmund-Höchsten – Wichlinghofen, Vinklöther Mark – Wellinghofen, Godekinstraße – Hörde Bf | 60–20/60–20/60–30                                                               |
| 442A  | Dortmund-Syburg – / Dortmund-Reichsmark – Wichlinghofen, Vinklöther Mark – Wellinghofen, Godekinstraße – Hörde Bf | 60–30/60–30/60–30                                                               |
| 443   | Dortmund-Wellinghofen, Godefriedstraße – Wellinghofen – Hacheney | 20/20/–                                                                         |
| 445   | Dortmund-Hörde, Am Kai – Hörde Bf – Phoenix West – Rombergpark – Brünninghausen – An der Palmweide – REFA-Center – Universität – Hauert – Technologiepark (Otto-Hahn-Straße) (keine Fahrten zwischen Am Kai – An der Palmweide von 10 bis 15 Uhr) | 20, ab 16 Uhr: 60–20/–/–                                                        |
| 445A  | Dortmund-Hörde, Am Kai – DO-Hörde Bf – PHOENIX West – Rombergpark – Brünninghausen Betriebshof (– Renninghausen – Reichenbergerstr. – Löttringhauser Str. – Gablonzstr.) | 30/30/30 (Abschnitt Renninghausen – Gablonzstr. nur zwischen 20 Uhr und 23 Uhr) |
| 446   | Dortmund-Hombruch, Gablonzstraße → Renninghausen (← Barop, Luisenschachtstraße) – Barop Parkhaus – Barop – Menglinghausen – Salingen | 60/60/–                                                                         |
| 447   | Dortmund-Huckarde Bushof – Wischlingen – Wischlingen, Revierpark – (Dorstfeld, Bandelstraße –) Dorstfeld, Wittener Straße – Dorstfeld – Universität – Barop, An der Palmweide – Hombruch, Gablonzstraße – Wellinghofen, Holtbrügge / Wellinghofen, Godekinstr. – Hacheney | 60–20/30/30 (so ab Revierpark)                                                  |
| 447A  | Dortmund Universität – Barop, An der Palmweide – Hombruch, Gablonzstraße → Wellinghofen, Holtbrügge (← Wellinghofen, Godekinstraße) – Hacheney | 30/30/30                                                                        |
| 448   | Witten-Rüdinghausen, Auf dem Wellerskamp – Dortmund-Kruckel – Barop Parkhaus – Hombruch, Gablonzstraße – Löttringhausen | 30/30/30                                                                        |
| 448A  | Witten-Rüdinghausen, Auf dem Wellerskamp – Barop Parkhaus – Hombruch, Gablonzstraße – Löttringhausen – Kruckel, Am Ballroth – Witten-Rüdinghausen, Auf dem Wellerskamp (Ringlinie) | 30/30/30                                                                        |
| 449   | Dortmund Zoo – Brünninghausen – Hombruch, Gablonzstraße – Hombruch, Grotenbachstr. – Menglinghausen – Hellenbank – Eichlinghofen – Salingen | 60–40–20/60–40–20/60                                                            |
| 450   | Dortmund Westfalenhallen – Brünninghausen – Kirchhörde Bf – Kirchhörde, Spissenagelstraße – Herdecke Schanze | 10/15/30 (Abschnitt Spissenagelstraße – Schanze 30/30/60; abends 30/30/30)      |
| 451   | Dortmund-Hörde Bf – PHOENIX-Halle – PHOENIX-Park | 30/30/30                                                                        |
| 452   | Dortmund-Körne, Geßlerstraße – Körne West – Lenteninsel – Körne, Funkenburg – Saarlandstraße – Kreuzstraße – West – Hauptbahnhof | 30/30/60 (So ab Funkenburg )                                                    |
| 452A  | Dortmund Kreuzstraße – Dortmund West – Hauptbahnhof | 30/30/60                                                                        |
| 453   | Dortmund-Schüren, Bergmeisterstraße – Märkische Straße – Saarlandstraße – Kreuzstraße – Möllerbrücke – Hauptbahnhof | 30/30/60                                                                        |
| 455   | Dortmund Hauptbahnhof – Nordmarkt – Borsigplatz – Körne, Funkenburg – Voßkuhle – Willem-van-Vloten-Straße – Hörde Bf | 30/30/60 (so bis Funkenburg)                                                    |
| 456   | Dortmund Hauptbahnhof – Nordmarkt – Borsigplatz – Körne, Funkenburg – Schüren, Bergmeisterstraße – Schüren, Bergparte | 30/30/60 (mgl. Einstellung durch Einführung der Buslinie 400 im Sommer 2025)    |
| 460   | Dortmund-Kirchlinde Zentrum – Marten Bf – Huckarder Straße / Hafen – Hauptbahnhof – Reinoldikirche | 20/30/30                                                                        |
| 461   | Dortmund Rupinghofstraße – Huckarde – Huckarde Bushof – Rahm Bf – Jungferntal / – Siepmannstr. (sonntags Kleinbus-Einsatz) | 40–20/30/60                                                                     |
| 462   | Dortmund-Huckarde Bushof – Rahm Bf – Kirchlinde Zentrum – Westrich – Bövinghausen Bf – Lütgendortmund – Germania – Marten Süd – Technologiepark – Universität – Barop, An der Palmweide | 20/30/30                                                                        |
| 462A  | Dortmund-Huckarde Bushof – Rahm Bf – Kirchlinde Zentrum – Westrich – Bövinghausen Bf – Lütgendortmund (– Germania – Marten Süd ) | 30/30/30                                                                        |
| 463   | Dortmund-Lütgendortmund, Am Volksgarten – Lütgendortmund − Somborn – Germania – Marten Süd | 60/60/–                                                                         |
| 464A  | Dortmund-Lütgendortmund – Gewerbegebiet Germania – Marten Süd | 30/30/30                                                                        |
| 465   | Dortmund-Huckarde Bushof – Wischlingen – (Dorstfeld, Bandelstraße –) Dorstfeld, Wittener Str. – Dorstfeld – Technologiepark – Oespel (abends ab ca. 20 Uhr Kleinbus-Einsatz) | 60–20/30/30 (sa bis 20 Uhr ab Dorstfeld)                                        |
| 465A  | Dortmund-Huckarde Bushof – Wischlingen – Wischlingen, Revierpark (Dorstfeld, Bandelstraße –) Dorstfeld, Wittener Straße – Dorstfeld – Universität / – Oespel | 30/60–30/60–30                                                                  |
| 466   | Dortmund-Dorstfeld, Bandelstraße – Schieferbank → Marten Bezirksfriedhof (← Bünnerhelfstraße) – Marten Süd | 20/30/–                                                                         |
| 469   | Dortmund-Huckarde Rupinghofstraße – Huckarde – Huckarde Bushof – Huckarde – Rahm Bf – Kirchlinde Post – Kirchlinde, Siepmannstraße | 60/60/– (sa nur bis Huckarde Bushof )                                           |
| 470   | Dortmund-Mengede Bf – Westerfilde – Kirchlinde Zentrum – Lütgendortmund – Kley – Kley, Echeloh-Siedlung – Oespel | 20/30/30                                                                        |
| 470A  | Dortmund-Mengede Bf – Westerfilde – Kirchlinde Zentrum (– Lütgendortmund ) | 30/30/30                                                                        |
| 471   | Dortmund-Oestrich, Auf dem Brauck – Castroper Straße / Mengede Bf – Nette Hallenbad – Westerfilde – Bodelschwingh, Göllenkamp | 20/30/30                                                                        |
| 472   | Dortmund-Mengede Markt – Nette/Oestrich – Oestrich, Auf dem Brauck | 60/60/–                                                                         |
| 473   | Marksweg – Schwieringhausen – Schiffhorst – Holthausen – Brechtener Heide – Brechten Zentrum (Großraumtaxi-Einsatz) | 60/60/-                                                                         |
| 474   | Eving, Bayrische Straße (← Am Burholzwald, Nordfriedhof / → Eving Markt, Preußische Straße) – Zeche Minister Stein – Freischöffenweg – Westhang – Schwieringhausen – Lünen, Elsa-Brändström-Str. – Lünen-Brambauer Verkehrshof – Dortmund-Groppenbruch, Im Siesack – Mengede, Am Schlagbaum – Mengede Bf (Eving–Mengede Kleinbus-Einsatz; Brambauer–Mengede Großbus-Einsatz) | 60-30/60-30/60 (so ab Zeche Minister Stein )                                    |
| 475   | Dortmund-Mengede Bf – Ellinghausen GVZ/IKEA – IKEA Logistikzentrum – Deusen – Hafen – Hauptbahnhof | 30/30/30                                                                        |
| 476   | Dortmund-Mengede Bf – Mengeder Heide – Dortmund-Groppenbruch, Im Siesack | 20-30/30-60/60                                                                  |
| 477   | Dortmund-Mengede Markt – Nette/Oestrich – Westerfilde – Obernette, Mergelkuhle – Bodelschwingh, Göllenkamp (montags–freitags Kleinbus-Einsatz) | 60/60/–                                                                         |
| 480   | Castrop-Rauxel Ickern Nord – Ickern Markt – Habinghorst Schulzentrum – Hauptbahnhof – Europaplatz – Castrop Betriebshof – Münsterplatz – Schwerin, Neuroder Platz – Frohlinde Denkmal – Dortmund-Kirchlinde Zentrum – Marten Süd | 20/30/30 (abends 60–30/60–30/60–30)                                             |
| 481   | Castrop-Rauxel Becklem – Henrichenburg Mitte – Habinghorst Friedhof – Hauptbahnhof – Europaplatz – Evangelisches Krankenhaus – Castrop Betriebshof – Castrop Münsterplatz | 60/60/60 (so nur zwischen Henrichenburg Mitte und Ev. Krankenhaus)              |
| 482   | Dortmund-Mengede Bf – Castrop-Rauxel Ickern Markt – Habinghorst Schulzentrum – Hauptbahnhof – Europaplatz – Castrop Betriebshof – Castrop Münsterplatz – Schwerin Seniorenheim | 20/30/60 (so bis Castrop Münsterplatz)                                          |
| 482A  | Castrop-Rauxel Ickern Markt – Habinghorst Schulzentrum – Hauptbahnhof – Europaplatz – Castrop Betriebshof – Castrop Münsterplatz | 60/60/60                                                                        |
| 490   | Dortmund-Aplerbeck, Rodenbergstraße / Aplerbeck – Sölde, Im Hilger – Airport P6 West – Dortmund Airport | 20/30/30                                                                        |

A = Abendverkehr
Bei Fußballspielen im Westfalenstadion verkehren zusätzliche Busse zwischen Westfalenhallen und Herdecke Schanze über Stadion. Von der Dortmunder Universität verkehrt zudem ein Uni-Shuttle zum Stadion.
Die DSW21 bot ab dem 12. August 2020 auf mehreren Buslinien einen 10- bis 20-Minuten-Takt an, damit man in Zeiten von Corona einen ausreichenden Abstand zu anderen Fahrgästen halten kann und es so nicht zu überfüllten bzw. vollen Bussen kommt. So waren auf den Linien 410, 423, 428, 430, 432, 433, 436, 437, 439, 441, 445, 447, 448, 449, 450, 452, 461, 462, 465, 470 und 471 mehr Busse unterwegs. Zwischen 6:30 Uhr und 9 Uhr sowie zwischen 12 Uhr und 16 Uhr fuhren die Busse in verdoppelter Taktung. Ferner wurde mit insgesamt 441 Zusatzfahrten morgens und mittags das Angebot im Schulverkehr mehr als verdoppelt.
Ab dem Fahrplanwechsel am 18. August 2021 waren die meisten Verstärkungsfahrten fest in den Fahrplan integriert, d. h. auch in den Schulferien finden auf den meisten Linien mehr Fahrten statt. Außerdem gibt es zwischen den Stadtteilen Mengede und Eving mit der neuen Linie 415 eine attraktive Anbindung an das westliche Ruhrgebiet von Schulte Rödding nach Mengede Bf, wo Umsteigemöglichkeit zu den Zügen ins westliche Ruhrgebiet besteht. Die Linie 474 nutzt teilweise den Linienweg der Linie 473, die nun von Schwieringhausen über die Brechtener Heide nach Brechten Zentrum führt und perspektivisch nach den Brückenschaden in Schwieringhausen Brechten mit Mengede verbinden soll. Die Linie 474 führt nun von Brambauer weiter über Schwieringhausen nach Eving.
Ab Sommer 2025 soll eine neue Buslinie in der Dortmunder Innenstadt verkehren. Diese Linie 400 soll im Rahmen des CityTakt Plus realisiert werden. Diese Linie würde laut Planung zw. Do-Stadthaus S und Funkenburg über Saarlandstraße, Kreuzviertel, Unionviertel, Hauptbahnhof, Nordmarkt und Borsigplatz fahren. Sie soll im 10-Minuten-Takt verkehren und den Nahverkehr in der Innenstadt verbessern.

### NachtExpress
Die Busse der Dortmunder NachtExpress-Linien NE1 bis NE9 sowie NE12, NE13 und NE22 starten täglich um 0:15 Uhr bzw. 0:45 Uhr (je nach Linie) vom Pylon Reinoldikirche zu ihren Fahrtzielen. In der Nacht von Freitag auf Samstag starten sie zusätzlich um 1:15 (1:45) Uhr, 2:15 (2:45) Uhr, 3:15 (3:45) Uhr und um 4:15 (4:45) Uhr sowie von Samstag auf Sonntag und vor Feiertagen außerdem um 5:15 (5:45) Uhr und um 6:15 (6:45) Uhr. Auf den Linien NE7 und NE8 finden bereits vorher sogenannte Zubringerfahrten statt. Dabei starten die Busse bereits um 23:57 Uhr ab Brünninghausen (NE7) bzw. um 0:35 Uhr ab Dortmund Hauptbahnhof (NE8). So wird gewährleistet, dass Fahrgäste ab den U-Stationen Remydamm, Polizeipräsidium, Saarlandstraße, Stadtgarten und Hauptbahnhof pünktlich die ersten NachtExpress-Fahrten erreichen.
Der Bus der NachtExpress-Linie NE11 startet täglich um 23:46 Uhr am Castrop-Rauxeler Münsterplatz und fährt von dort durch die Castrop-Rauxeler Stadtteile und zurück zum Münsterplatz. Am Wochenende fährt diese Busse weiter bis zur Dortmunder Reinoldikirche und fügen sich dort in das übrige Dortmunder Nachtnetz ein. In der Nacht von Freitag auf Samstag starten sie zusätzlich um 0:15 Uhr, 1:15 Uhr, 2:15 Uhr, 3:15 Uhr und 4:15 Uhr, in den Nächten von Samstag auf Sonntag sowie vor Feiertagen außerdem noch um 5:15 Uhr und 6:15 Uhr. Die beiden jeweils letzten Fahrten enden am Münsterplatz und führen nicht mehr nach Dortmund zurück.
Die Fahrten der NachtExpress-Linien NE20, NE24, NE25 und NE40 starten in anderen Stadtteilen zu unterschiedlichen Zeiten und bedienen meist Ost-West- bzw. Nord-Süd-Strecken als Ergänzung zu den anderen NachtExpress-Linien. Der NE22 stellt hier eine Ausnahme dar. Er beginnt neuerdings seinen Fahrtweg an der Reinoldikirche, übernimmt dann seine alte Rolle als Ergänzungslinie und fährt dann wieder zurück. Für die anderen Linien besteht an bestimmten Haltestellen Anschluss an die NachtExpress-Linien aus bzw. in Richtung Reinoldikirche, so dass die Fahrgäste bequem von der einen auf die andere NE-Linie umsteigen können. Die Fahrt NE20 startet ab Scharnhorst täglich ab 0:45 Uhr, von Fr auf Sa auch 1:45 Uhr, 2:45 Uhr usw. Die Linien NE24 und NE25 verkehren täglich einmal, die Linie NE40 zweimal. In den Nächten von Freitag auf Samstag finden fünf (NE40) bzw. sechs Fahrten statt, in den Nächten Sa/So und vor Feiertagen sind es sogar sieben (NE40) bzw. acht Fahrten. Seit dem 16. Oktober 2017 fährt die Linie NE2 zusätzlich werktags jeweils um 0:04 und 0:34 Uhr vom Borsigplatz aus in Richtung Reinoldikirche, um den Logistikpark Westfalenhütte besser anzubinden. Die Linie NE8 erhält hingegen werktags eine zusätzliche Fahrt um 0:15 Uhr in Richtung Universität.
Stand: 7. Januar 2024
| Linie | Aktueller Linienweg | Abfahrt zur Minute |
| ----- | --- | ------------------ |
| NE1   | Dortmund Reinoldikirche – Eving, Zeche Minister Stein – Brechten Zentrum – Lünen-Brambauer Verkehrshof – Brechten Zentrum – Eving, Bayrische Str. – Burgholz – Reinoldikirche (Ringlinie) | .15                |
| NE2   | Dortmund Reinoldikirche – Eving Markt – Kirchderne, Franz-Zimmer-Siedlung – Kirchderne Kirche – Derne Bf – Hostedde – Scharnhorst Zentrum – Borsigplatz – Reinoldikirche (Ringlinie) | .45                |
| NE3   | Dortmund Reinoldikirche – Brackel Kirche – Asseln, Aplerbecker Str. – Wickede, Dollersweg | .15, .45           |
| NE4   | Dortmund Reinoldikirche – Voßkuhle – Stadtkrone Ost, Londoner Bogen – Schüren, Bergparte – Aplerbeck, Lübckerhofstraße – Wambel, Geßlerstraße – Körne, Funkenburg – Reinoldikirche (Ringlinie) | .45                |
| NE5   | Dortmund Reinoldikirche – Stadthaus – Hörde Bf – Höchsten → Sommerberg, Kirche (← Benninghofer Mark) – Holzen, Heideweg | .15                |
| NE6   | Dortmund Reinoldikirche – Stadthaus – Hörde Bf → Wellinghofen → Wichlinghofen (← Feldbank) – Reichsmark | .45                |
| NE7   | Dortmund Reinoldikirche – Brünninghausen – Kirchhörde – Hombruch, Gablonzstraße – Löttringhausen, Langeloh – Brünninghausen – Hauptbf – Reinoldikirche (Ringlinie) | .15                |
| NE8   | Dortmund Reinoldikirche – Stadtgarten – Kreuzstraße – Hombruch, Gablonzstraße – Menglinghausen – Eichlinghofen – Universität – Groß-Barop – Klein-Barop – Kreuzstraße – Westentor – Hbf – Reinoldikirche (Ringlinie) | .45                |
| NE9   | Dortmund Reinoldikirche – Steinwache/Hbf Nord – Hafen – Kirchlinde Zentrum (← Westrich) – Bövinghausen, Dorfstraße – Lütgendortmund | .45                |
| NE11  | Dortmund Reinoldikirche – Steinwache/Hbf Nord – Hafen – Kirchlinde Zentrum – Castrop-Rauxel Frohlinde Denkmal – Münsterplatz – Hauptbahnhof – Habinghorst Schulzentrum – Ickern Markt – Henrichenburg Mitte – Habinghorst Schulzentrum – Castrop-Rauxel Hbf – Münsterplatz (– Frohlinde Denkmal – Dortmund-Kirchlinde Zentrum – Hafen – Steinwache/Hbf Nord – Reinoldikirche ) (Ringlinie) | .15                |
| NE12  | Dortmund Reinoldikirche – Hauptbf – Dorstfeld – Marten Süd – Lütgendortmund | .45                |
| NE13  | Dortmund Reinoldikirche – Hauptbf – Huckarde – Jungferntal Grundschule – Kirchlinde Zentrum – Westerfilde, Rohdesdiek – Nette, Zum Hallenbad – Mengede Markt – Mengede Bf – Mengede Markt – Nette, Zum Hallenbad – Westerfilde – Kirchlinde Zentrum – Rahm, Bannenberg – Huckarde, Roßbachstraße – Hauptbf – Reinoldikirche (Ringlinie)                                                    | .15                |
| NE20  | Dortmund-Scharnhorst, Droote – Scharnhorst Bf – Brackel – Funkturmsiedlung – Aplerbeck, Lübckerhofstraße | .44                |
| NE22  | Dortmund Reinoldikirche – Borsigplatz – Dortmund-Scharnhorst, Droote – Mühlackerstraße/Kurl Bf – Husen, Wickeder Str. – Kurl Bf – Lanstrop, Färberstraße – Grevel Wasserturm – Hostedde – Derne Bf – Kirchderne Kirche – Eving Markt – Hauptbf – Reinoldikirche (Ringlinie) | .15                |
| NE24  | Dortmund-Aplerbeck, Lübckerhofstraße – Schwerter Wald – Aplerbecker Mark, Volmehang – Sölde Bf – Sölde, Jasminstraße – Sölderholz – Lichtendorf – Sölderholz – Sölde Bf – Aplerbeck, Lübckerhofstraße (Ringlinie) | .15                |
| NE25  | Dortmund-Hörde Bf – Berghofen Zentrum – Schwerter Wald – Schwerte, Freischütz – Schwerte ZOB | .05                |
| NE40  | Dortmund-Aplerbeck, Lübckerhofstraße – Aplerbeck (← Willem-van-Vloten-Str. ← Schüren) – Hörde Bf – PHOENIX West – Brünninghausen – Renninghausen – Hombruch, Gablonzstraße – Barop Parkhaus – Eichlinghofen – Oespel, Steinsweg – Kley – Germania – Lütgendortmund | .15                |

#### NachtExpress-Linien anderer Verkehrsunternehmen
Die Nachtbuslinie N10 der VKU verkehrt in den Nächten vor Samstagen um 0:45 Uhr, 2:00 Uhr und 3:15 Uhr sowie vor Sonn- und Feiertagen zusätzlich um 4:45 Uhr ab Reinoldikirche. Die jeweils letzte Fahrt endet an der Haltestelle Eving, Schulte Rödding.
| Linie | Aktueller Linienweg |
| ----- | --- |
| N10   | Dortmund Reinoldikirche – Kirchderne, Franz-Zimmer-Siedlung – Lünen-Gahmen, Am Krähenort – Lünen-Süd, Kirche – Lünen, Persiluhr – Lünen-Wethmar, Wittkamp – Lünen, Sesekebrücke – Dortmund-Kirchderne, Franz-Zimmer-Siedlung (– Dortmund-Eving, Schulte Rödding ) (–) Reinoldikirche (Ringlinie) |

Die NachtExpress-Linie NE14 der Vestischen verkehrt in den Nächten auf Sams-, Sonn- und Feiertage sowie an den Karnevalstagen um 1:17, 2:17 und 3:17 Uhr ab Dortmund-Mengede Bf.
| Linie | Aktueller Linienweg                                                                                             |
| ----- | --- |
| NE14  | Dortmund-Mengede Bf – Waltrop, Rathaus – Datteln Bus-Bf – Oer-Erkenschwick, Berliner Platz – Recklinghausen Hbf |

Die NachtExpress-Linie NE19 der Hagener Straßenbahn AG verkehrt ab 21:22, 22:22, 23:22, 0:22 und 1:22 Uhr bis Herdecke und zusätzlich in den Nächten auf Sams-, Sonn- und Feiertagen um 23:52 und 0:52 Uhr ab Herdecke Mitte bis Kirchhörde.
| Linie | Aktueller Linienweg                                                                       |
| ----- | ----------------------------------------------------------------------------------------- |
| NE19  | Hagen Hbf – Hagen, Weststraße – Herdecke-Mitte – Herdecke, Schanze – Dortmund, Kirchhörde |

### Anrufsammeltaxi (AST)
In Dortmund gibt es derzeit 13 AST-Linien in den folgenden Gebieten:
- AST Dortmund-Bittermark
- AST Dortmund-Höchsten – Holzen – Syburg
- AST Dortmund-Holthausen
- AST Dortmund-Huckarde – Deusen
- AST Dortmund-Husen – Kurl
- AST Dortmund-Mengede
- AST Dortmund-Menglinghausen – Salingen
- AST Dortmund Mergelteichstraße
- AST Dortmund-Neuasseln
- AST Dortmund-Niedernette
- AST Dortmund-Schnee – Großholthausen
- AST Dortmund-Wickede
- AST Dortmund-Mengede – Ickern, Markt

Die AST-Linien Bittermark, Niedernette und Schnee – Großholthausen verkehren ganztags, alle anderen AST-Linien nur in den Abendstunden. Die AST-Linien verkehren nur nach telefonischer Bestellung. Diese muss bis mindestens 30 Minuten vor der planmäßigen Abfahrt erfolgen. Auf den AST-Linien gilt ein spezieller Tarif.

### Buslinien anderer Verkehrsbetriebe in Dortmund
| Linie  | Aktueller Linienweg | Unternehmen     | Takt in Minuten mo–fr/sa/so  |
| ------ | --- | --------------- | ---------------------------- |
| SB24   | Dortmund-Mengede Bf – Waltrop, Am Moselbach – Datteln Busbf – Oer-Erkenschwick, Oer-Mitte – Recklinghausen Hbf | Vestische       | 30/30/60                     |
| X13    | Datteln Busbf – Waltrop Rathaus – Dortmund-Mengede Bf – Huckarde Bushof – Universität – Otto-Hahn-Straße (Technologiepark) | Vestische/DSW21 | 30-60/30-60/60               |
| S30    | Dortmund Hauptbahnhof – Reinoldikirche – Kirchderne, Franz-Zimmer-Siedlung – Bergkamen Busbf | VKU             | 60/60/120                    |
| 106    | Dortmund-Derne, Im Sperrfeld – Lünen-Gahmen, Am Krähenort – Süd, Kirche – Lindenplatz – Wethmar, Brusenkamp | VKU             | 1 × an Schultagen            |
| 112    | Lünen-Niederaden, In der Bauget – Horstmar, Preußen Bf – Dortmund-Lanstrop, Gürtlerstraße – Lünen-Horstmar, Kleine Laake – Wethmar, Wittkamp – Nordlünen, Cappenberger See – Nordlünen, Schulz. Brusenkamp | VKU             | 3 × an Schultagen            |
| 138    | Dortmund-Sommerberg – Holzen, Mischwerk – Schwerte Bf – Ostenstraße | VKU             | 2 × an Schultagen            |
| 151    | Kamen-Südkamen, Friedhof – Unna-Massen, Dortmunder Str. – Dortmund-Wickede, Gudrunstraße – Unna-Massen, Bürgerhaus – Harkortschule | VKU             | 3 × an Schultagen            |
| 289    | Dortmund-Mengede Bf – Mengede, Am Schlagbaum – Waltrop, Goethestraße – Am Moselbach | Vestische       | 60/60/60 (so bis Goethestr.) |
| 336    | Dortmund-Lütgendortmund – Bochum-Harpen, Alte Werner Str. – Grumme, Vierhausstraße – Bochum Hbf | Bogestra        | 20/20/30                     |
| 361    | Dortmund-Mengede Markt – Castrop-Rauxel Dingen Talstraße – Deininghausen – Castrop Münsterplatz | HCR             | 30–60/30–60/30–60            |
| 369    | Dortmund-Lütgendortmund – Bochum, Schulze-Vellinghausen-Str. – Bochum-Langendreer – Langendreer Markt – Bochum, Siebenplaneten – Dortmund, Lindentalweg – Lütgendortmunder Hellweg – Dortmund-Lütgendortmund Ringlinie \| 1 \| Dortmund-Lütgendortmund – Lütgendortmunder Hellweg – Dortmund, Lindentalweg – Bochum, Siebenplaneten – Langendreer Markt – Bochum-Langendreer – Bochum, Schulze-Vellinghausen-Str. – Dortmund-Lütgendortmund Ringlinie \| 2 \| | Bogestra        | 30/60/60                     |
| 370    | Dortmund-Lütgendortmund – Bochum-Werne Mitte – Langendreer West – Unterstraße – Querenburg, Ruhr-Universität – Gesundheitscampus – Bochum-Stiepel, Stiepeler Dorfkirche | Bogestra        | 60/60/60                     |
| 371    | Witten Hbf – Witten Rathaus – Universität Witten/Herdecke – Stockum Bf – Stockumer Heide – Dortmund-Oespel – Technologiezentrum – Dortmund-Universität | VER             | 20/30/60                     |
| 378    | Castrop-Rauxel Münsterplatz – Dortmund-Bövinghausen, Oberdelle – Dortmund-Lütgendortmund – Bochum-Langendreer – Langendreer Markt – Lessing-Schule – Kaltehardt – Bochum-Querenburg, Ruhr-Universität | Bogestra        | 20/30/60–30                  |
| 512    | (Breckerfeld –) Hagen-Selbecke – Hagen-Eilpe – Hagen Hbf – Hagen-Boele Markt – Dortmund-Syburg (Betrieb montags–freitags bis auf eine Fahrt morgens nur nachmittags) | HST             | 60/60/60                     |
| 564    | Herdecke Schanze – Dortmund-Schnee, Blickstraße – Herdecke Bf – Herdecke, Mühlenstraße (– Friedrich-Harkort-Gymnasium) | VER             | 60/60/–                      |
| 581    | Herdecke, Friedrich-Harkort-Gymnasium – Herdecke Schanze – Dortmund-Bittermark, Am Ossenbrink – Herdecke-Wittbräucke Bf | VER             | 2 × an Schultagen            |
| C4 C14 | Dortmund-Lanstrop, Hinnenberg – Lünen-Niederaden, In der Heide – (C4: Lünen-Süd, Heinestr. / C14: Lünen-Süd, Camminer Weg –) Lünen-Süd, Markt – Lünen Persiluhr – Lünen Hbf – (nur C4:) Schulzentrum Brusenkamp | VKU             | 30/60/-                      |
| C5     | Dortmund-Eving, Schulte-Rödding – Derne, Im Sperrfeld – Lünen-Süd, Kirche – Lünen, Persiluhr – Lünen Hbf | VKU             | 30/30/60                     |
| C31    | Dortmund-Holzen, Heideweg – Schwerte Bf – Ostenstraße/Stadtbad – Schwerterheide | VKU             | 30/30/60                     |
| C41    | Dortmund Airport – Holzwickede, Maßmann – Unna-Obermassen – Unna-Niedermassen, Kleistr. – Unna Bf | VKU             | 60/–/–                       |
| R50    | Schwerte Bf – Schwerte-Geisecke Post – Dortmund-Lichtendorf − Sölderholz (– Holzwickede-Hengsen) | Westfalen Bus   | 60/60/60                     |
| R51    | Unna Bf – Massen, Kleistr. – Dortmund-Wickede, Dollersweg (– Wickede − Holzwickede Bf – Landskrone – Haus Opherdicke) | VKU             | 60/60/–                      |
| T17    | Dortmund-Brechten Zentrum – Lünen-Brambauer, An der Wethmarheide | VKU             | 2 × werktags (mo–sa)         |
| T51    | Dortmund-Wickede, Dollersweg – Wickede − Holzwickede Bf – Landskrone – Holzwickede-Opherdicke, Haus Opherdicke | VKU             | –/60/60                      |

## Nahverkehrsmuseum Dortmund-Nette
Im ehemaligen Betriebswerk der Ruhrkohle Bahn- und Hafenbetriebe am Mooskamp 23 in Dortmund-Nette ist seit einigen Jahren das Nahverkehrsmuseum Dortmund in der Entstehung. Bei diesem Projekt des Westfälische Almetalbahn e. V. werden arbeits- und sozialpolitische Beschäftigungsmaßnahmen in Kooperation mit der ARGE Dortmund verknüpft mit der Schaffung einer musealen Kultureinrichtung, die auch für private oder betriebliche Feiern genutzt werden kann.
Auf rund fünf Kilometern umliegender ehemaliger Hoesch- und Zechengleise wird ein musealer Fahrbetrieb mit historischen Dortmunder Straßenbahnen zum benachbarten Kokereimuseum Hansa in Dortmund-Huckarde geboten. Das Museum hat zu den üblichen Veranstaltungstagen in Dortmund (Extraschichten, Museumsnächte etc.), sowie zu besonders angekündigten Tagen (Ostern, Pfingsten, Sommerfest o. ä.) geöffnet.
Inzwischen (Stand 7. Januar 2024) umfasst der Fahrzeugpark folgende Wagen aus dem Bestand von DSW21 und ihrer Vorgängergesellschaften (nicht vollständig):
2×-Tw 115, Bj. 1908/1909, abgestellt.
2×-Tw 173, Bj. 1918, Holzwagen, betriebsfähig (BOA-NW)
2×-Tw 194, Bj. 1918/1949, Aufbauwagen, betriebsfähig, Partyeinrichtung (BOA-NW)
2×-Tw 217, Bj. 1925, abgestellt
2×-Tw 252, Bj. 1930, abgestellt
2×-Tw 275, Bj. 1930/1949, Aufbauwagen, Standmodell im Depot e. V., Immermannstraße (ehemaliges Straßenbahndepot)
2×-Tw 290, Bj. 1950, mobiles Denkmal, betriebsfähig abgestellt
4×-Tw-ZR 304, Bj. 1953, abgestellt
2×-Tw 910, Bj. 1957, Fahrschulwagen, betriebsfähig abgestellt
4×-GTw 431, Bj. 1957, Gelenkwagen, Party-Einrichtung, betriebsbereit (BOA-NW)
8×-GTw 87 (früher 11), Bj. 1969, Gelenkwagen, Partyeinrichtung, betriebsfähig abgestellt
8×-GTw 13, Bj. 1974, abgestellt
N8C 101 II Bj. 1978, ehemals Essen M8C 1101, Umbau auf Normalspur geplant.
2×-Bw 713, Bj. 1950, Steuerwagen, betriebsbereit (BOA-NW)
2×-Bw 916, Bj. 1957/1982, Generatorlore zur Stromerzeugung, betriebsbereit (BOA-NW)
2×-Bw 919, Bj. 1925, Mehrzwecklore, Umbau aus Schleiflok, betriebsbereit
Hinzu kommen folgende Eisenbahnfahrzeuge:
O&K-Diesellok Nr. 25848, Bj. 1958, Rangierlok, betriebsbereit (BOA-NW)
Kla WAB 3, Bj. 1953/1982, Generatorlore zur Stromerzeugung, betriebsbereit (BOA-NW)
Klv 12 „Schnucki“, Bj. 1957, betriebsfähig
Das Museum kann auch nach Absprache von Gruppen besucht oder genutzt werden.